# Governo Craxi II
Il Governo Craxi II è stato il quarantatreesimo esecutivo della Repubblica Italiana, il secondo della IX legislatura.
Rimase in carica dal 1º agosto 1986 al 18 aprile 1987 per un totale di 260 giorni, ovvero 8 mesi e 17 giorni.
Ottenne la fiducia dal Senato della Repubblica il 6 agosto 1986 con 181 voti favorevoli e 114 contrari.
Ottenne la fiducia dalla Camera dei deputati l'8 agosto 1986 con 352 voti favorevoli e 227 contrari.
Diede le dimissioni il 3 marzo 1987 per poi reiterarle il 9 aprile a causa del rifiuto di Craxi di accettare il Patto della staffetta fatto con De Mita.

## Storia
(Craxi ai giornalisti, 17 febbraio 1987)
Il secondo governo di Bettino Craxi nasce con quello che la stampa definisce il patto della staffetta. L'accordo, stretto con Ciriaco De Mita, limita l'esecutivo a guida socialista fino a marzo, mese in cui la mano dovrà essere passata a un presidente democristiano che dovrà condurre il parlamento alla scadenza naturale della legislatura. Di questo accordo, oltre ai due leader, è testimone il solo deputato democristiano Riccardo Misasi e non c'è niente di scritto. Dopo mesi di omertà sull'argomento della staffetta si comincia a parlare insistentemente alla fine dell'anno, e si fa il nome di Andreotti per la successione. Sia il PSI, sia gli altri alleati di governo, tuttavia, non considerano l'operazione automatica, la subordinano a una rinegoziazione dei patti e del programma di governo, e tutto finisce con le clamorose dichiarazioni televisive di Craxi, che manda tutto a monte e presenta le dimissioni.

## Compagine di governo

### Sostegno parlamentare
Camera dei deputati
| Partiti | Partiti | Seggi                   |
| ------- | --- | ----------------------- |
|         | Democrazia Cristiana Partito Socialista Italiano Partito Repubblicano Italiano Partito Socialdemocratico Italiano Partito Liberale Italiano Südtiroler Volkspartei Union Valdôtaine Totale Maggioranza | 225 73 29 23 16 3 1 370 |
|         | Partito Comunista Italiano Movimento Sociale Italiano Partito Radicale Democrazia Proletaria Partito Sardo d'Azione Liga Veneta Totale Opposizione                                                     | 198 42 11 7 1 260       |
| Totale  | Totale | 630                     |

Senato della Repubblica
| Partiti | Partiti | Seggi                 |
| ------- | --- | --------------------- |
|         | Democrazia Cristiana Partito Socialista Italiano Partito Repubblicano Italiano Partito Socialdemocratico Italiano Partito Liberale Italiano Südtiroler Volkspartei Union Valdôtaine Totale Maggioranza | 120 38 11 8 6 3 1 187 |
|         | Partito Comunista Italiano Movimento Sociale Italiano Partito Radicale Partito Sardo d'Azione Liga Veneta Totale Opposizione                                                                           | 107 18 1 128          |
| Totale  | Totale | 315                   |

### Appartenenza politica
- Partito Socialista Italiano (PSI), Presidente del Consiglio, 5 ministri e 14 sottosegretari;
- Democrazia Cristiana (DC) 15 ministri, 32 sottosegretari e Vicepresidente del Consiglio;
- Partito Repubblicano Italiano (PRI), 3 ministri e 6 sottosegretari;
- Partito Socialista Democratico Italiano (PSDI), 3 ministri e 5 sottosegretari;
- Partito Liberale Italiano (PLI), 2 ministri e 4 sottosegretari.

### Provenienza geografica
La provenienza geografica dei membri del governo si può così riassumere:
| Regione               | Presidente | Vicepresidente | Ministri | Sottosegretari | Totale |
| --------------------- | ---------- | -------------- | -------- | -------------- | ------ |
| Lombardia             | 1          | -              | 4        | 6              | 11     |
| Marche                | -          | 1              | -        | 2              | 3      |
| Piemonte              | -          | -              | 5        | 5              | 10     |
| Campania              | -          | -              | 3        | 7              | 10     |
| Veneto                | -          | -              | 3        | 6              | 9      |
| Lazio                 | -          | -              | 4        | 4              | 8      |
| Puglia                | -          | -              | 2        | 6              | 8      |
| Toscana               | -          | -              | 1        | 6              | 7      |
| Calabria              | -          | -              | 1        | 4              | 5      |
| Sicilia               | -          | -              | 2        | 2              | 4      |
| Liguria               | -          | -              | 1        | 3              | 4      |
| Abruzzo               | -          | -              | 1        | 2              | 3      |
| Emilia-Romagna        | -          | -              | 1        | 2              | 3      |
| Sardegna              | -          | -              | -        | 2              | 2      |
| Trentino-Alto Adige   | -          | -              | -        | 2              | 2      |
| Basilicata            | -          | -              | -        | 1              | 1      |
| Friuli-Venezia Giulia | -          | -              | -        | 1              | 1      |

## Composizione
| Carica                                                                  | Titolare                              | Titolare                              | Titolare                              | Sottosegretari |
| Presidenza del Consiglio dei ministri                                   | Presidenza del Consiglio dei ministri | Presidenza del Consiglio dei ministri | Presidenza del Consiglio dei ministri | Sottosegretari di Stato alla Presidenza del Consiglio |
| ----------------------------------------------------------------------- | ------------------------------------- | ------------------------------------- | ------------------------------------- | --- |
| Presidente del Consiglio dei ministri                                   |                                       |                                       | Bettino Craxi (PSI)                   | - Giuliano Amato (PSI) Segretario del Consiglio dei ministri - Pasquale Lamorte (DC) Con delega agli interventi nel Mezzogiorno - Nicola Trotta (PSI) Con delega agli interventi nel Mezzogiorno |
| Vicepresidente del Consiglio dei ministri                               |                                       |                                       | Arnaldo Forlani (DC)                  | - Giuliano Amato (PSI) Segretario del Consiglio dei ministri - Pasquale Lamorte (DC) Con delega agli interventi nel Mezzogiorno - Nicola Trotta (PSI) Con delega agli interventi nel Mezzogiorno |
| Ministri senza portafoglio                                              |                                       |                                       |                                       | |
| Funzione pubblica                                                       |                                       |                                       | Remo Gaspari (DC)                     | Remo Gaspari (DC) |
| Coordinamento della protezione civile                                   |                                       |                                       | Giuseppe Zamberletti (DC)             | Giuseppe Zamberletti (DC) |
| Affari regionali                                                        |                                       |                                       | Carlo Vizzini (PSDI)                  | Carlo Vizzini (PSDI) |
| Coordinamento delle politiche comunitarie                               |                                       |                                       | Fabio Fabbri (PSI)                    | Fabio Fabbri (PSI) |
| Coordinamento delle iniziative per la ricerca scientifica e tecnologica |                                       |                                       | Luigi Granelli (DC)                   | Luigi Granelli (DC) |
| Rapporti col Parlamento                                                 |                                       |                                       | Oscar Mammì (PRI)                     | Oscar Mammì (PRI) |
| Interventi straordinari nel Mezzogiorno                                 |                                       |                                       | Salverino De Vito (DC)                | Salverino De Vito (DC) |
| Ministero                                                               | Ministri                              | Ministri                              | Ministri                              | Sottosegretari di Stato |
| Affari esteri                                                           |                                       |                                       | Giulio Andreotti (DC)                 | - Susanna Agnelli (PRI) - Francesco Cattanei (DC) - Bruno Corti (PSDI) - Francesco Forte (PSI) - Mario Raffaelli (PSI)                                                                           |
| Interno                                                                 |                                       |                                       | Oscar Luigi Scalfaro (DC)             | - Paolo Barsacchi (PSI) (fino al 04/10/1986) - Adriano Ciaffi (DC) - Raffaele Costa (PLI) - Angelo Pavan (DC) - Valdo Spini (PSI) (dal 26/11/1986)                                               |
| Grazia e giustizia                                                      |                                       |                                       | Virginio Rognoni (DC)                 | - Luciano Bausi (DC) - Cesarino Dante Cioce (PSDI) - Salvatore Frasca (PSI) |
| Bilancio e programmazione economica                                     |                                       |                                       | Pier Luigi Romita (PSDI)              | - Alberto Aiardi (DC) - Alberto Ciampaglia (PSDI) |
| Finanze                                                                 |                                       |                                       | Bruno Visentini (PRI)                 | - Franco Bortolani (DC) - Carlo Merolli (DC) - Raffaele Russo (DC) - Domenico Susi (PSI) |
| Tesoro                                                                  |                                       |                                       | Giovanni Goria (DC)                   | - Beniamino Finocchiaro (PSI) - Carlo Fracanzani (DC) - Gianni Ravaglia (PRI) - Eugenio Tarabini (DC)                                                                                            |
| Difesa                                                                  |                                       |                                       | Giovanni Spadolini (PRI)              | - Tommaso Bisagno (DC) - Vittorio Olcese (PRI) - Giuseppe Pisanu (DC) - Silvano Signori (PSI) |
| Pubblica istruzione                                                     |                                       |                                       | Franca Falcucci (DC)                  | - Domenico Amalfitano (DC) - Luigi Covatta (PSI) - Mario Dal Castello (DC) - Giuseppe Fassino (PLI)                                                                                              |
| Lavori pubblici                                                         |                                       |                                       | Franco Nicolazzi (PSDI)               | - Gaetano Gorgoni (PRI) - Mario Tassone (DC) |
| Agricoltura e foreste                                                   |                                       |                                       | Filippo Maria Pandolfi (DC)           | - Giulio Santarelli (PSI) - Mariotto Segni (DC) |
| Trasporti                                                               |                                       |                                       | Claudio Signorile (PSI)               | - Niccolò Grassi Bertazzi (DC) - Giuseppe Santonastaso (DC) |
| Poste e telecomunicazioni                                               |                                       |                                       | Antonio Gava (DC)                     | - Giuseppe Avellone (DC) - Giorgio Bogi (PRI) - Giuseppe Demitry (PSI) |
| Industria, commercio e artigianato                                      |                                       |                                       | Valerio Zanone (PLI)                  | - Angelo Cresco (PSI) - Savino Melillo (PLI) - Nicola Sanese (DC) - Giorgio Santuz (DC) |
| Lavoro e previdenza sociale                                             |                                       |                                       | Gianni De Michelis (PSI)              | - Andrea Borruso (DC) - Gianfranco Conti Persini (PSDI) - Pietro Mezzapesa (DC) |
| Commercio con l'estero                                                  |                                       |                                       | Rino Formica (PSI)                    | - Gianfranco Rocelli (DC) - Alberto Rossi (DC) |
| Marina mercantile                                                       |                                       |                                       | Costante Degan (DC)                   | - Silvano Costi (PSDI) - Antonino Murmura (DC) |
| Partecipazioni statali                                                  |                                       |                                       | Clelio Darida (DC)                    | - Delio Meoli (PSI) - Angelo Picano (DC) |
| Sanità                                                                  |                                       |                                       | Carlo Donat-Cattin (DC)               | - Paola Cavigliasso (DC) - Saverio D'Aquino (PLI) - Gualtiero Nepi (DC) |
| Turismo e spettacolo                                                    |                                       |                                       | Nicola Capria (PSI)                   | - Luciano Faraguti (DC) |
| Beni culturali e ambientali                                             |                                       |                                       | Antonino Pietro Gullotti (DC)         | - Giuseppe Galasso (PRI) |
| Ambiente                                                                |                                       |                                       | Francesco De Lorenzo (PLI)            | - Giorgio Postal (DC) |

## Cronologia

### 1986

#### Giugno
- 28 giugno: nelle prime ore successive alle dimissioni Craxi si dichiara disponibile al reincarico e pone la condizione di un ampio rimpasto nella composizione dell'esecutivo. La DC si dichiara favorevole ma pone la condizione di un governo a termine, che traghetti il parlamento fino alla legge finanziaria per poi lasciare il posto a un democristiano.[8]
- 30 giugno: su ricorso presentato da un gruppo di genitori il TAR del Lazio sospende l'efficacia delle circolari predisposte dal ministro uscente della pubblica istruzione, Franca Falcucci. Tra le altre disposizioni è sospeso l'obbligo di scegliere se avvalersi o meno dell'insegnamento religioso entro il 7 luglio. I moduli, secondo i giudici amministrativi, non prevedono l'indicazione della materia alternativa, ed inoltre non è contemplato il caso in cui non venga espressa alcuna scelta. Il ministero fa ricorso al Consiglio di Stato.[8]

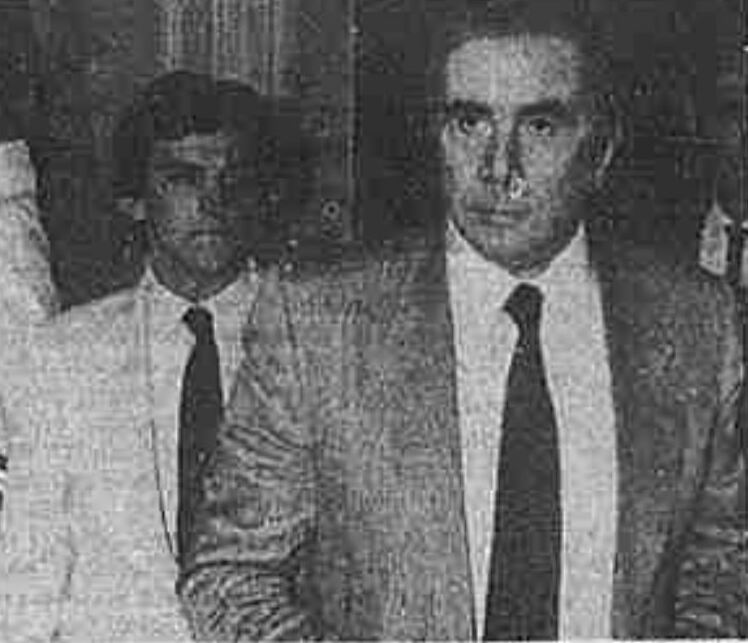
Enzo Tortora esce dal colloquio col Capo dello Stato

- 1-3 luglio: il capo dello Stato riceve le delegazioni di tutti i partiti. In quella del partito Radicale Enzo Tortora, detenuto ai domiciliari, può recarsi al Quirinale con l'autorizzazione del giudice e con l'obbligo di rientrare a Milano in serata. Per la DC Ciriaco De Mita dichiara di voler risolvere il problema del voto segreto e di voler salvare la legislatura senza però accettare tutte le richieste dei socialisti; Alessandro Natta sostiene che il pentapartito non ha prospettive e dice no ad un ipotetico governo balneare. Il PCI appoggerà un esecutivo che rappresenti l'alternativa di sinistra o un governo in cui sia rappresentato con propri ministri; socialdemocratici, repubblicani e liberali accusano DC e PSI di aver voluto di fatto la crisi ma non trovano l'accordo per presentarsi come un polo laico-socialista unito.
Il ministro uscente della pubblica istruzione ignora la sospensione del TAR e dichiara che tutto procederà come stabilito dalle circolari. Quasi tutti i partiti chiedono che si riveda l'intesa tra la Conferenza Episcopale Italiana e lo Stato italiano.[9]
- 4 luglio: dopo il fallimento di un vertice tra Craxi e De Mita il capo dello Stato affida un mandato esplorativo al presidente del Senato, Amintore Fanfani. Le previste reazioni contrariate dei partiti minori, che al momento concordano unicamente sul reincarico al presidente uscente, fanno ritenere che la decisione di Cossiga sia finalizzata a prendere tempo.[10]
- 7 luglio: dopo un'ipotesi di rinvio del governo alle camere, seppure con una squadra rinnovata, la crisi di governo torna in alto mare. La DC è disponibile a rinnovare la fiducia a Craxi a condizione che il governo non vada oltre il 31 dicembre, e comunque non oltre l'approvazione della legge finanziaria. Ciriaco De Mita dichiara in un'intervista che la posizione socialista è funzionale solo al reincarico del presidente; Claudio Martelli risponde che i governi a termine non esistono nella Costituzione.
La giunta per il regolamento della Camera riprende l'esame della riforma del voto segreto. Le opposizioni, contrarie alle modifiche, sostengono che garantisce la libertà dei parlamentari sancita dalla Costituzione, e rifiutano tutte le proposte emerse in precedenti riunioni.[11]

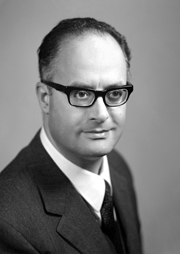
Nicola Signorello

- 10 luglio: dopo una informale esplorazione di Giovanni Spadolini, che come Fanfani ha preso atto del no di Craxi a guidare un governo a tempo, il capo dello Stato affida a Giulio Andreotti l'incarico di formare un nuovo governo. Il mandato è il più ampio possibile per le poche probabilità di riuscita. A nome del PSI, che ha riunito la propria direzione, Salvo Andò minaccia rotture nelle giunte a cinque locali (a cominciare da quella di Nicola Signorello a Roma, già minata da contrasti nella DC capitolina) mentre Enrico Manca si dichiara stupito dell'iniziativa e che il ministro degli Esteri uscente abbia accettato.[12]

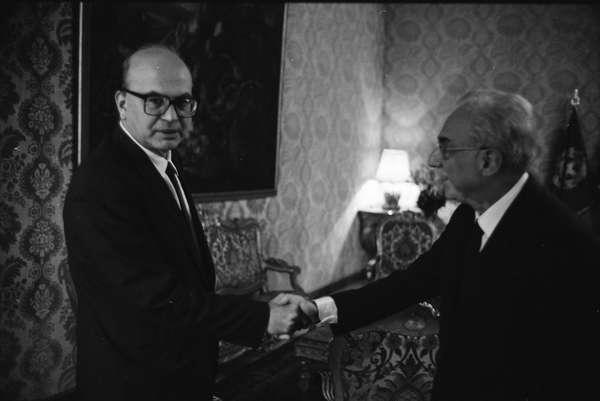
Il Presidente della Repubblica Francesco Cossiga riceve l'onorevole Bettino Craxi per l'incarico di formare il nuovo Governo

- Il Presidente della Repubblica Francesco Cossiga riceve l'onorevole Bettino Craxi per l'incarico di formare il nuovo Governo17-21 luglio: dopo quasi una settimana di consultazioni infruttuose Andreotti sale al Quirinale per chiedere a Cossiga una proroga del suo incarico. L'alternativa del momento è il rinvio del governo alle camere (sostenuto da socialdemocratici, repubblicani e liberali) o il ricorso a elezioni anticipate (chieste da tutte le opposizioni, comunisti esclusi). Il fine settimana passa tuttavia senza ulteriori novità; il presidente incaricato ne prende atto e comunica ufficialmente la propria rinuncia. Contro il parere della DC il capo dello Stato rinuncia ad un nuovo giro di consultazioni e conferisce un secondo incarico al presidente del consiglio uscente. A nome dell'ufficio politico democristiano Clemente Mastella, portavoce di De Mita, esprime rispetto per la decisione ma precisa che la DC restituirà al leader socialista tutti i no che ha rivolto ad Andreotti.[13]
- 21 luglio: la Corte dei conti rende nota l'analisi del bilancio dello Stato per il 1985. I giudici contabili paragonano l'Italia ad un padrone di casa sprovveduto che non programma le spese, lascia prolificare i debiti e ricorre ai risparmi per fronteggiare uscite non previste. Il saldo netto da finanziare è peggiorato del 17,8% sfiorando i 125.000 miliardi, conseguenza di una maggiore spesa di 56.500 miliardi (+19%) compensata da soli 23.000 miliardi (+11,2%) di incremento nelle entrate. Nonostante i provvedimenti adottati in materia tributaria anche nel 1985 si è aumentata l'imposizione diretta a scapito del potenziamento dell'IVA e non si è messa mano all'evasione fiscale.[14]
- 22 luglio: a Vignale, in provincia di Novara, il parroco del paese rifiuta l'ammissione al catechismo di 14 scolari "colpevoli" di non frequentare l'ora di religione a scuola. Secondo il prelato la scelta dei genitori è stata indotta dalla maestra dei bambini, che non vuole perdere un'ora a settimana, ma la curia si dissocia dall'iniziativa. L'eco dell'accaduto fa presto a giungere a Roma, dove si chiede che il prossimo governo affronti con decisione i problemi lasciati aperti dalle circolari del ministro Franca Falcucci.[15]

La riunione del 26 luglio: si riconoscono Craxi, De Mita, Forlani, Nicolazzi e Altissimo

- 26 luglio: Craxi e De Mita si riuniscono coi segretari dei partiti di maggioranza. Nell'incontro prevalgono le ipotesi formulate da Andreotti nel corso del suo incarico; l'ipotesi di accordo, da confermare in un prossimo vertice, mantiene la presidenza del consiglio socialista fino al congresso del PSI previsto a marzo. La legislatura sarà poi conclusa da un governo a guida democristiana.
Nell'auletta di Montecitorio 37 deputati di tutti i partiti si incontrano su invito del Partito Radicale ed esprimono il proprio disappunto per la gestione della crisi. Tra i presenti Gerardo Bianco e Publio Fiori (DC), Claudio Petruccioli (PCI), Tomaso Staiti (MSI). I parlamentari lamentano che lo scontro tra i leader ha esautorato il parlamento e i suoi membri violando le procedure stabilite dalla Costituzione.[16]
- 28 luglio: parlando alla festa delle donne a Tirrenia Nilde Iotti, presidente della Camera, giudica anti-costituzionale l'accordo per un governo a termine prefissato.[17]
- 29 luglio: Craxi riunisce i segretari dei partiti della maggioranza. Il documento programmatico elaborato da Craxi avrà valore per l'intera legislatura, a prescindere dai governi che si succederanno. Raggiunto l'accordo sul programma deve mediare sulla composizione dell'esecutivo. La DC vorrebbe mantenere gli stessi ministri, il PSI chiede un cambiamento radicale della squadra, il PSDI è disposto a cedere il bilancio al PSI in cambio di due ministeri con portafoglio, il PLI vuole mantenere l'Industria con Altissimo che lascia per dedicarsi a tempo pieno al partito.
- 30 luglio: comitato centrale PCI: Alessandro Natta[non chiaro]

#### Agosto

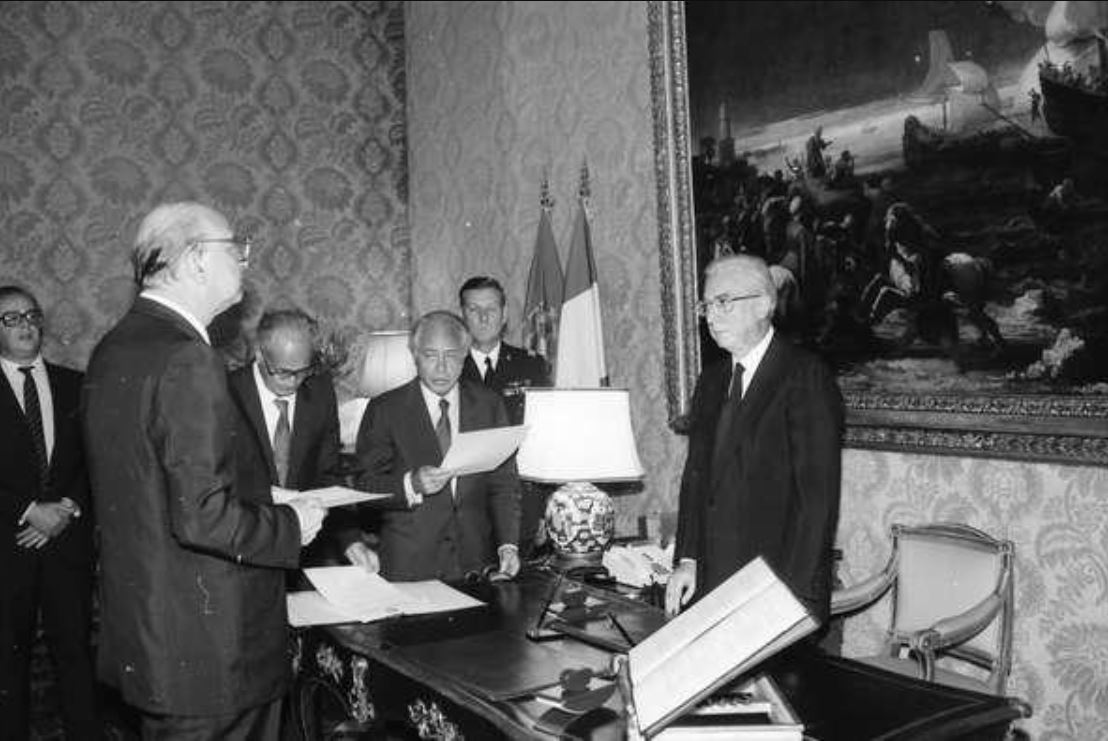
Il giuramento di Craxi

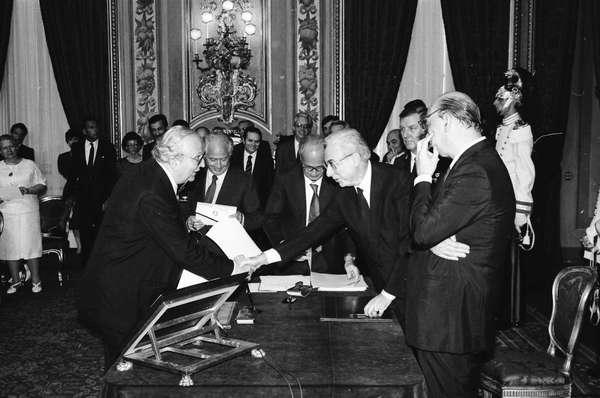
Giovanni Spadolini (PRI) giura come ministro della Difesa

- Giovanni Spadolini (PRI) giura come ministro della Difesa1 agosto: dopo diversi incontri, alcuni piuttosto contrastati, Craxi può sciogliere la riserva e presenta la nuova lista dei ministri. Rimane invariata la triade economica (Romita al bilancio, Visentini alle finanze, Goria al tesoro), entrano cinque ministri nuovi: Virginio Rognoni sostituisce Mino Martinazzoli alla giustizia, Carlo Donat-Cattin va alla sanità al posto di Costante Degan, trasferito alla marina mercantile al posto di Gianuario Carta, Rino Formica va al commercio estero al posto di Nicola Capria, nominato al turismo e spettacolo, Francesco De Lorenzo sostituisce Valerio Zanone all'ecologia. Nello stesso giorno il governo giura nelle mani del capo dello Stato.[18]
- 4 agosto: il ministero delle finanze rende noti i dati delle entrate tributarie dopo l'entrata in vigore del pacchetto Visentini. Le entrate complessive sono aumentate a giugno del 47,2% (23.452 miliardi), il gettito complessivo dei primi sei mesi del 1986 è stato di 93.980 miliardi (+11,4% rispetto allo stesso periodo del 1985). L'autotassazione IRPEF è cresciuta del 38%. A fine giugno il fabbisogno statale si è attestato a 46.007 miliardi (-4000 rispetto al mese precedente): le entrate a tutto giugno ammontano a 107.052 miliardi contro 147.830 miliardi di uscite. Compreso un saldo passivo di 5.230 miliardi il deficit complessivo di metà anno è di 46.007 miliardi.[19]
- 5-7 agosto: il governo si presenta alle camere. Craxi dichiara di voler offrire stabilità per tutti i 20 mesi che restano della legislatura. La prossima legge finanziaria manterrà immutata la pressione fiscale e cercherà di contenere entro i 100.000 miliardi il fabbisogno pubblico. L'esecutivo punta ad aumentare del 6% gli investimenti. Economia, disoccupazione e mezzogiorno saranno le priorità. Al Senato la fiducia passa con 181 sì contro 114 no. Alla Camera con 352 voti a favore e 227 contrari.
- 5 agosto: il comitato promotore dei referendum contro il nucleare consegna alla Corte di cassazione 926.254 firme con l'auspicio di aggiungerne altre 130.000.
 Con 194 voti a favore, 56 contrari e 137 astensioni viene approvato dalla Camera in via definitiva il decreto sulle fusioni societarie. In base alla nuova normativa qualora avvenga la fusione tra una società in perdita e una in attivo le passività della prima non possono essere portate per intero a diminuzione del fatturato della seconda, salvo che per un ammontare che non ecceda il capitale sociale.[20]

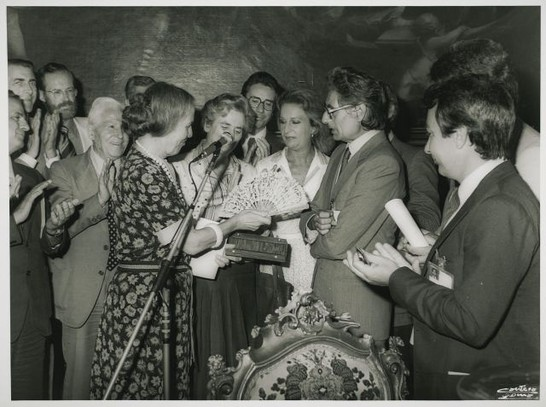
Nilde Jotti alla cerimonia del ventaglio

- 8 agosto: i presidenti di Camera e Senato, Nilde Iotti e Amintore Fanfani, tracciano un bilancio dell'attività parlamentare dell'ultimo anno. Rispondendo ai giornalisti nel corso della cerimonia del ventaglio lamentano l'eccessivo ricorso alla decretazione d'urgenza e un calo dell'attività legislativa ordinaria. I tempi di lavoro del parlamento si riducono di anno in anno a causa dei congressi dei partiti e delle crisi di governo sempre più lunghe. Ai regolamenti delle aule, che necessitano di riforme adeguate ai tempi, è necessario abbinare una conciliazione tra le esigenze delle camere e quelle dei partiti.[21]
- 11 agosto: la corte dei conti presenta la relazione annuale sull'andamento della spesa pubblica e muove forti critiche alla gestione finanziaria della presidenza del consiglio. Rispetto ad un stanziamento iniziale di 2.000 miliardi per ogni esercizio lo scostamento è sempre più alto, con un massimo del 1985 di 3.094 miliardi di spesa corrente ed altri 1.063 di spesa in conto capitale. Tra le spese messe sotto osservazione dalla magistratura contabile c'è quella per gli uffici dei ministeri senza portafogli, che per la provvista finanziaria possono essere compresi nelle spese generali, e l'aumento incontrollato del personale ad ogni livello, che dai 340 posti fissati dalla legge in vigore ha raggiunto le 3.838 unità.[22]

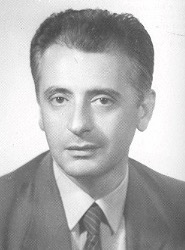
Francesco De Lorenzo

- 14 agosto: il ministro dell'ambiente, Francesco De Lorenzo, invia una circolare a comuni, province, regioni e commissari di governo con indicazioni e criteri diretti ad evitare che l'attuazione del condono edilizio porti ad un appesantimento delle condizioni ambientali già precarie del paese, in particolare delle coste. Il ministro invita le autorità locali a non procedere alle sanatorie senza interventi a tutela dell'ambiente, ed in ogni caso solo se le costruzioni abusive siano o possano diventare compatibili con la realtà ambientale.
La Gazzetta ufficiale pubblica un decreto di riordino delle categorie merceologiche per farmacie, forni e ristoranti. Ultimo atto dell'ex ministro Renato Altissimo esclude dalle farmacie la vendita di scarpe, vestiario e giocattoli mantenendo quella di cosmetici e profumi con caratteristiche disinfettanti. I fornai potranno vendere il pane direttamente al pubblico, con una licenza che dovrà essere concessa come atto dovuto dai comuni. Ai ristoratori è d'ora in poi consentito vendere pranzi da asporto, ponendosi in concorrenza con pizzerie e rosticcerie. I sindacati di categoria esprimono forti riserve sul provvedimento.[23]
- 18 agosto: la procura di Roma sguinzaglia speciali squadre di agenti in borghese negli ospedali romani per una indagine conoscitiva su igiene, assenteismo e funzionamento delle apparecchiature. L'ipotesi di reato è interruzione di pubblico servizio ma non si escludono indagini sulle singole persone, a prescindere dal ruolo ricoperto. Il ministro della sanità, Carlo Donat-Cattin, appoggia l'iniziativa e stigmatizza la reazione dei sindacati di categoria, che giudicano l'iniziativa una persecuzione.[24]
- 19 agosto: il ministro dei lavori pubblici, Franco Nicolazzi, interviene sulla circolare diffusa dal ministro dell'ambiente sulla compatibilità ambientale delle costruzioni condonate. Secondo Nicolazzi coniugare il condono col problema dell'inquinamento è un falso problema; le sortite non concordate con le altre competenze istituzionali creano confusione e fanno desistere gli abusivi dal mettersi in regola.[25]
- 22 agosto: Secondo un'indagine del centro studi della Banca d'Italia dalla riforma tributaria del 1973 in tema fiscale sono state promulgate 352 leggi ed oltre 6.000 decreti, cui si devono aggiungere centinaia di circolari esplicative e la giurisprudenza delle commissioni tributarie, delle corti d'appello civili e della Cassazione. In questa situazione i contribuenti devono districarsi in una giungla di norme e non va meglio per funzionari, commercialisti e giudici, che prima di dare consigli o decidere sui ricorsi devono verificare quali norme erano in vigore nel periodo interessato. Viene sottolineato che all'enorme spesa sostenuta per l'anagrafe tributaria non è mai corrisposta la sua entrata in funzione per la mancanza di preparazione del personale nell'utilizzo di sistemi informatici.[26]

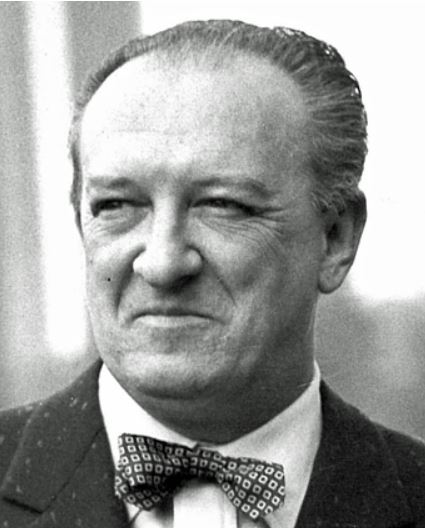
Attilio Viziano

- 23 agosto: il presidente di Confedilizia, Attilio Viziano, denuncia in una conferenza stampa il danno di migliaia di miliardi all'anno che subisce l'erario a causa del mancato aggiornamento dei catasti urbani. Metà del patrimonio immobiliare è sconosciuto agli uffici finanziari, con la conseguenza che i proprietari possono evadere tutte le imposte dovute per fabbricati, ville, appartamenti e negozi. Le pratiche del condono edilizio hanno poi ulteriormente aggravato la situazione. Il ministro Visentini è invitato a mettere mano alla disciplina sui contenziosi fiscali, in vigore dal 1972, che dilunga un passaggio di proprietà fino a dieci anni e un ricorso fino a sette anni.[27]
- 28 agosto: consiglio dei ministri: la prevista discussione sulla legge finanziaria viene rinviata a dopo la presentazione al parlamento del documento programmatico di bilancio. Craxi torna ad assicurare che la manovra per il 1987 non conterrà stangate e sarà legata ad obiettivi di consolidamento dell'economia. I confini della finanziaria 1987 sono comunque già stabiliti in un disavanzo massimo di 100.000 miliardi, nell'inflazione ridotta al 4% e all'aumento del prodotto interno lordo del 3,5%.
A margine della riunione Craxi interviene nella polemica tra i ministri De Lorenzo e Nicolazzi relativamente al condono degli edifici che inquinano o deturpano l'ambiente. Una circolare del capo del governo di prossima pubblicazione istituirà un coordinamento tra i ministeri dell'ecologia e dei lavori pubblici per verificare l'impatto ambientale delle costruzioni abusive.[28]
- 30 agosto: il vice-segretario socialista Claudio Martelli dichiara che il PSI si schiererà contro il piano energetico nucleare italiano e chiede la chiusura delle centrali già attive a Trino Vercellese e Latina e la riconversione degli impianti di Caorso e Montalto di Castro. Le dichiarazioni precedono la conferenza nazionale sull'energia promossa dal ministero dell'industria. Valerio Zanone fa sapere che in mancanza di risorse energetiche naturali l'Italia dovrà decidere con calma e ponderazione sul piano di costruzione delle centrali, tenendo conto del fabbisogno energetico nazionale e della sua ripartizione tra le varie fonti.[29]

#### Settembre
- 2 settembre: causa diversi focolai di afta epizootica la CEE blocca l'esportazione delle carni italiane. Il divieto dura tre mesi ma può essere rinnovato da capo qualora si accertino nuovi episodi. Il provvedimento non tocca equini, pollame e prodotti trattati come il prosciutto ma il danno prevedibile per l'economia italiana è enorme. L'esportazione nei primi sei mesi del 1985 è stata di 115.000 tonnellate di carne bovina e 31.000 di carne suina e il danno è stimato sui cinque miliardi di lire a settimana.[30]
- 3 settembre: consiglio dei ministri: sono definite le linee generali per la legge finanziaria. Confermate le linee generali (disavanzo massimo di 100.000 miliardi, inflazione ridotta al 4% e aumento del prodotto interno lordo del 3,5%) non ci saranno stangate ma graduali aumenti delle tariffe pubbliche, inasprimenti dei ticket sanitari a discrezione delle regioni e una nuova versione della tassa comunale sugli immobili per diminuire i trasferimenti agli enti locali.
Il ministro del lavoro, Gianni De Michelis, presenta una riforma previdenziale che affronti il duplice problema del disavanzo dell'INPS (60.000 miliardi entro la fine dell'anno) e i trasferimenti dello Stato (32.000 miliardi dei 110.000 programmati per l'intero settore statale). Il progressivo invecchiamento della popolazione sta producendo un forte squilibrio tra le entrate dei lavoratori attivi e le uscite dirette ai pensionati. L'idea di elevare l'età pensionabile a 65 anni, fatti salvi i diritti acquisiti, provoca un'ondata di proteste in parlamento, dove si è lavorato due anni per predisporre ed approvare un provvedimento di riforma.[31]

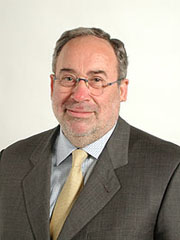
Ottaviano Del Turco

- 4 settembre: le regioni lamentano al governo l'autonomia impositiva degli enti locali stabilita dal documento di programmazione economica. L'idea formulata dai ministri del tesoro e della sanità di istituire adeguate tariffe o ridurre le prestazioni per sanità e università è impraticabile per due settori dissestati dalle scelte dei governi. L'autonomia deve essere totale, e deve essere preceduta da un sostegno che azzeri i disavanzi accumulati.
Ottaviano Del Turco e Rino Formica prendono le distanze dalla posizione ufficiale del PSI al nucleare. Se l'Italia vuole continuare ad essere il settimo paese industrializzato ha bisogno anche di tale energia. Il ministro delle partecipazioni statali, Clelio Darida, aggiunge che il rifiuto ideologico del nucleare nuocerebbe all'industria dell'impiantistica e della componentistica per l'energia.
Il Movimento federativo democratico consegna al ministro della sanità, Carlo Donat-Cattin, un rapporto sulle carenze estive del settore sanitario. L'indagine, denominata "Emergenza sanità estate", ha monitorato 1.500 ospedali nelle 15 regioni a statuto ordinario, rilevando ingiustificate chiusure di laboratori analisi, servizi di pulizia e cucina, portinerie di pronto soccorso e interi reparti soggetti a ricoveri di emergenza.[32]
- 8 settembre: decadute tutte le proroghe il ministero degli interni rende noto che dal 1º gennaio 1983 al 31 marzo 1986 sono state pronunciate 394.088 sentenze di sfratto, delle quali 23.434 eseguite e 187.395 in attesa di esecuzione forzata. Il sindacato degli inquilini fa appello al ministro Oscar Luigi Scalfaro per una nuova proroga che non sia generalizzata, ma tenga conto della reale situazione dei singoli nuclei familiari.[33]
- 10 settembre; alle commissioni bilancio di Camera e Senato i ministri del tesoro, Giovanni Goria, e del bilancio, Pier Luigi Romita, ripropongono la diversa veduta sulla tassazione delle rendite finanziarie che comprende BOT e CCT. Goria insiste nel suo no, sostenendo un taglio generalizzato agli investimenti, Romita sostiene invece che il gettito di queste nuove entrate è necessario per accantonare fondi da dedicare all'appalto di lavori per 10.000 miliardi di lire, che creerebbero almeno 100.000 nuovi posti di lavoro.
- 15-18 settembre: consiglio nazionale DC: Ciriaco De Mita attacca gli alleati di governo sostenendo che usano il pentapartito per modificare gli equilibri politico-parlamentari a danno della DC. La relazione è breve e non accenna alle numerose critiche interne seguite alla soluzione della crisi di governo, comunque approvata.
- 15 settembre: a seguito dell'assoluzione di Enzo Tortora dall'accusa di far parte della Nuova camorra organizzata socialisti, liberali e radicali si irrigidiscono nella determinazione di portare avanti i referendum sulla giustizia che chiedono, tra l'altro, l'istituzione della responsabilità civile dei magistrati. Vengono respinte le richieste della DC di ritirare le richieste. Per i promotori l'assoluzione non dimostra che la giustizia può funzionare senza storture.[34]
- 17 settembre: invitato dal Senato a riferire in proposito il ministro dei lavori pubblici, Franco Nicolazzi, annuncia il varo di un decreto legge per modificare la legge sul condono edilizio. Le modifiche terranno conto delle proposte avanzate da tutti i partiti e 1.000 miliardi del gettito saranno devoluti al risanamento del territorio. Annuncia inoltre di aver richiesto al ministero del tesoro lo stanziamento dei primi 1.000 miliardi di un programma poliennale per il risanamento delle zone devastate.[35]
- 19 settembre: consiglio dei ministri: con una mossa a sorpresa il governo approva un decreto che istituisce una tassazione del 6,25% sui titoli di Stato, raddoppiata al 12,50% dal 1º ottobre 1987. Il provvedimento accoglie le richieste del ministro delle finanze, Bruno Visentini, e viene definito una pesante sconfitta per quello del tesoro. Giovanni Goria minimizza la portata effettiva della tassazione ma alleati di governo e giornali lo accusano di voler manovrare le nuove emissioni per far si che il rendimento non venga toccato, se non nella misura fisiologica dello 0,3%.
La decisione del governo spacca la maggioranza. I repubblicani, che hanno sostenuto la tassazione fin dai governi di Giovanni Spadolini, si dividono tra favorevoli e contrari, i liberali si dichiarano contrari e minacciano di uscire dal governo, la DC viene definita dai giornali disorientata. Il PSI è l'unico dei partiti di governo ad esultare, in buona compagnia dei comunisti che chiedono le dimissioni di Goria per la sua dichiarata volontà di sabotare il provvedimento. Per il vice-segretario repubblicano Giorgio La Malfa su alcune questioni si sta formando una maggioranza aperta al PCI.[36]
- 23 settembre: il ministro delle finanze viene convocato dal capo dello Stato dopo l'inasprirsi delle polemiche sulla tassazione dei titoli di Stato. Nel generale riserbo che avvolge l'incontro si ritiene che Cossiga abbia chiesto a Goria spiegazioni su una sua dichiarazione che definisce il provvedimento utile solo a salvare la maggioranza. Si ipotizza anche una solidarietà del presidente contro il provvedimento, anche se il Quirinale fa presto a smentirla.[37]
- 25 settembre: consiglio dei ministri: viene approvato il testo della legge finanziaria. Confermate le linee generali (disavanzo massimo di 100.000 miliardi, inflazione ridotta al 4% e aumento del prodotto interno lordo del 3,5%) la manovra avrà un valore di 10.000 miliardi con tagli alle spese correnti, inasprimenti tariffari, abolizione di sconti e privilegi e limatura degli oneri fiscali. La spesa pubblica si riduce di 1.900 miliardi, la metà dei quali accollando alle imprese gli oneri sociali che lo Stato aveva assunto a proprio carico. Per la prima volta, tuttavia, la legge di bilancio non è un provvedimento omnibus. Non contiene le decine di provvedimenti che per la strada ordinaria richiederebbero un lungo iter parlamentare, ma si limita ad indicare i grandi numeri della manovra delegando i particolari a provvedimenti di settore ancora da concordare.[38]

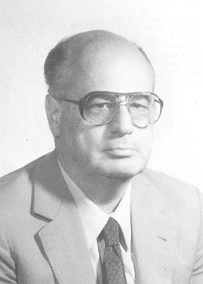
Oscar Mammì

- 27 settembre: il ministro della sanità, Carlo Donat-Cattin, si schiera contro alcune norme del decreto antifumo proposto dal suo predecessore, Costante Degan, affermando che si spendono decine di miliardi per le relative campagne di informazione quando ci sono problemi più importanti come la cardiochirurgia e l'AIDS. La sortita precede di pochi giorni la decisione dei capigruppo della Camera di riprendere la discussione interrotta dalla crisi di governo. Il ministro per i rapporti col parlamento, Oscar Mammì, sostenitore del fronte dei fumatori, chiede a Craxi di mantenere un provvedimento equilibrato tra i diritti di fumatori e non fumatori.[39]
- 30 settembre: nel giorno di scadenza del tributo si registra una rivolta delle categorie professionali interessate al pagamento della tassa sulla salute. Sono presentati numerosi ricorsi ai pretori e pendono anche diverse richieste di legittimità presentati alla Corte costituzionale. Il governo è pressato affinché accordi una proroga al 31 dicembre.[40]

#### Ottobre
- 1-2 ottobre: consiglio dei ministri: la riunione è convocata al di fuori del calendario ma l'ordine del giorno reca soltanto relazioni politiche di alcuni ministri. Nello stesso giorno l'Avanti! pubblica un corsivo di Bettino Craxi (firmato Ghino di Tacco) in cui si afferma che il patto della staffetta non è mai esistito. Il presidente del consiglio lo ribadisce durante la riunione, ed aggiunge che il passaggio da un socialista ad un democristiano può avvenire solo con l'accordo dei cinque partiti della maggioranza. La dichiarazione prende di contropiede i democristiani: De Mita ribatte che il patto esiste, e che deve essere rispettato ma un secondo corsivo del segretario socialista, pubblicato il giorno dopo, parla del fuoco amico cui il governo è continuamente sottoposto in parlamento dai franchi tiratori. Una crisi di governo imposta sortirebbe solo l'effetto di elezioni anticipate.[41]
- 2 ottobre: la Camera vota la costituzionalità del decreto legge sulla tassazione dei titoli di Stato. La sussistenza dei requisiti di straordinaria necessità ed urgenza passa con 326 si, 72 no e 23 astensioni Tra i voti contrari, tolti quelli del MSI, si contano non meno di 50 franchi tiratori.[42]
- 6 ottobre: la DC manda a monte il quasi raggiunto accordo di maggioranza per la legge sull'emittenza televisiva. Nel giorno della decisiva riunione dei partiti col ministro delle poste Ciriaco De Mita e Mauro Bubbico ricordano che esiste una legge contro i monopoli che vieta il possesso di più di due reti televisive, e che le TV private potranno trasmettere in interconnessione o diretta solo mettendosi in regola con la normativa vigente. Gli alleati di governo vedono nella sortita democristiana una speculazione politica sugli introiti pubblicitari e più ancora contro Silvio Berlusconi, titolare di tre reti e, soprattutto, sostenitore del PSI e del suo segretario nazionale.[43]
- 7 ottobre: le commissioni bilancio di Camera e Senato e la Corte dei conti bocciano la legge finanziaria per il 1987. Il consigliere contabile Manin Carabba la definisce una legge fantasma, limitata agli indirizzi macroeconomici ma priva di provvedimenti operativi. Gli interventi di settore, oggetto di liti tra i partiti della maggioranza e che difficilmente potranno essere approvati per tempo, costringerà il governo a ripetuti ricorsi alla decretazione d'urgenza.[44]
- 8-9 ottobre: il ministro delle finanze, Bruno Visentini, dichiara che comunque vadano le cose non entrerà a far parte del nuovo governo che dovrebbe formarsi a marzo. La decisione viene annunciata dopo gli attacchi che lo hanno investito in materia di tassazione dei titoli di Stato, tassa sulla salute e autonomia impositiva dei comuni, e per le continue incursioni dei franchi tiratori della maggioranza sui provvedimenti fiscali del governo.
Visentini è anche oggetto di due richieste avanzate dal comitato unitario permanente degli ordini professionali e dalla confederazione degli artigiani. Il primo chiede che gli ordini vengano messi a conoscenza delle dichiarazioni dei redditi degli iscritti per vigilare e prendere provvedimenti disciplinari verso gli evasori in cambio di una imposizione non vessatoria. La seconda propone un progetto elaborato da Giulio Tremonti per stabilire quanto pagare attraverso una contrattazione collettiva tra il fisco e le associazioni di categoria, che Visentini definisce un'orgia di discrezionalità, mercanteggiamenti e corruzione.[45]
- 13 ottobre: il presidente del consiglio e l'Associazione nazionale magistrati annunciano di aver raggiunto un accordo per evitare il referendum sulla responsabilità civile. Attraverso un disegno di legge da concordare i magistrati si assumeranno la responsabilità disciplinare di scelte ed azioni sbagliate, lo Stato quella patrimoniale dei conseguenti risarcimenti. L'accordo è contestato da radicali e liberali, promotori del referendum, e lascia spiazzato il PSI, che ha aderito alla richiesta dei referendum ma ora si trova col proprio segretario nazionale impegnato in senso contrario.
- 17 ottobre: i partiti della maggioranza annunciano di aver raggiunto un accordo sui provvedimenti di settore che devono rendere operativa la legge finanziaria. L'intesa riguarda pensioni, sanità, finanza locale, occupazione e mercato del lavoro ma le posizioni concordano solo sui settori di intervento, non sui loro contenuti.
Mentre rimangono pendenti decine di ricorsi alla magistratura e alla Corte costituzionale il governo proroga al 25 dicembre il pagamento della tassa sulla salute.[46]
- 21 ottobre: il ministro dei lavori pubblici, Franco Nicolazzi, annuncia che sarà promulgata una ulteriore proroga degli sfratti ma chiede alla maggioranza una rapida approvazione della riforma dell'equo canone (ferma da tre anni al Senato) e dei disegni di legge per il riscatto delle case popolari e la riforma dell'INPS. Un vertice per conciliare le opposizioni contrapposte dei socialisti (sostenitori di una riforma oltremodo estrema) e liberali (che vogliono il ritorno al libero mercato degli affitti) si conclude in un nulla di fatto.[47]
- 22 ottobre: la Camera approva la tassazione dei titoli di Stato Nella maggioranza votano contro i liberali (voto sul merito, non contro il pentapartito), tra le opposizioni il MSI, i demoproletari e i radicali. Il provvedimento passa con l'astensione determinante dei comunisti. Il ministro delle finanze, Bruno Visentini, annuncia una compensazione attraverso l'alleggerimento delle aliquote IRPEF ma non fornisce modi e tempi dell'iter.
 Al termine di una riunione col sottosegretario Giuliano Amato i responsabili casa dei partiti di maggioranza annunciano di aver raggiunto l'accordo per la proroga degli sfratti e la riforma dell'equo canone, che dovrà essere approvata entro il termine di scadenza del decreto legge di proroga. La nuova normativa elimina l'equo canone dai comuni fino a 20.000 abitanti, gli affitti non potranno essere aumentati oltre il 25% di quanto gli inquilini pagano al rinnovo e reintroduce i patti in deroga fino a otto anni con una soprapigione non superiore al 10%.[48]
- 24 ottobre: consiglio dei ministri: viene approvato il decreto legge che proroga di sei mesi gli sfratti con alcune modifiche: il blocco delle esecuzioni si applicherà alle città con oltre 300.000 abitanti, nei 193 comuni delle relative aree metropolitane e in altri 55 capoluoghi di provincia. Sono esclusi gli sfratti per volontaria morosità o per giusta causa. Alla scadenza del decreto di insedieranno apposite commissioni provinciali per graduare l'impiego della forza pubblica, composte da prefetto, questore, sindaco e rappresentanti dei proprietari ed affittuari di immobili. Sono inoltre stanziati 800 miliardi da distribuire ai comuni per acquisto di case.[49]
- 29 ottobre-2 novembre: congresso partito radicale: dopo un anno di discussioni l'assise è chiamata a prendere la decisione se sciogliere o meno il partito in favore di un polo tra le forze laiche e socialiste. La maggioranza congressuale, guidata da Mauro Mellini, si oppone. Francesco Rutelli chiede un rinvio di sei mesi. Su proposta di Marco Pannella il congresso rinvia la decisione al 31 dicembre: il partito si scioglierà se non raggiungerà i 10.000 iscritti.[50]
- 30-31 ottobre: nel ventesimo anniversario della costituente socialista, che unificò PSI e PSDI nel Partito Socialista Unificato, il presidente onorario socialdemocratico, Giuseppe Saragat, ne ripercorre l'esperienza in una intervista. L'anziano leader sostiene che molte delle difficoltà incontrate nel 1966 sono venute meno grazie al cammino intrapreso dal PSI con la segreteria di Bettino Craxi. In Italia ci sono due partiti socialdemocratici che potrebbero condizionare la DC molto più di quanto avrebbero potuto fare venti anni prima.
Le affermazioni di Saragat sono commentate con entusiasmo da Claudio Martelli e Franco Nicolazzi, Martelli parla del progetto di una nuova alleanza riformista che dovrebbe allargarsi ai radicali, ai liberali e ai repubblicani. Secondo Nicolazzi va rimosso l'ostacolo del sistema elettorale proporzionale, che premia le divisioni e non l'unità di intenti.[51]

#### Novembre

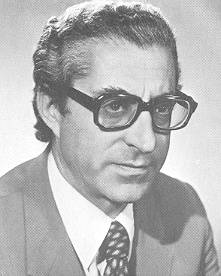
Adolfo Battaglia

- 1 novembre: il capogruppo repubblicano alla Camera, Adolfo Battaglia, rifiuta a nome del suo partito l'idea di un polo laico-socialista proposto da Martelli, sostenendo che il PRI, pur lodando diverse delle battaglie radicali, non può confondersi col movimentismo anti-istituzionale di Marco Pannella. Gli fa eco Ciriaco De Mita, sostenendo che si tratta di una strada già percorsa da chi ha voluto credere che la DC fosse logorata e indebolita nella sua azione politica.[52]
- 3 novembre: in vista della conferenza nazionale sull'energia nucleare, annunciata per dicembre e fissata a gennaio, il ministro dell'industria, Valerio Zanone, fa recapitare alle università, ad istituzioni scientifiche, associazioni ecologiche ed aziende un questionario sugli scenari economici e di sviluppo in cui collocare la scelta energetica, i rischi di inquinamento ambientale e le intese a livello internazionale.
- 6 novembre: la Camera inizia la discussione della legge finanziaria. Rispetto al testo approvato dal governo vi sono stati inseriti alcuni provvedimenti di settore: 20.000 miliardi in cinque anni per investimenti nelle ferrovie (metà al meridione; metà per l'alta velocità); 2.000 miliardi di aumento del fondo investimenti e occupazione, che mettono a disposizione 4.500 miliardi per il 1987.
A poche ore dall'inizio della seduta il ministro delle finanze, Giovanni Goria, propone alla commissione finanze della Camera alcuni tagli agli stanziamenti della finanziaria e a contribuzioni già approvate per recuperare parte delle risorse impegnate dalle modifiche. L'idea di diminuire del 20% tutte le voci di spesa, per un risparmio complessivo dello 0,2%, (due miliardi di lire) viene respinta prima dalla commissione, poi dall'aula.[53]
- 11 novembre: le commissioni finanze ed interni della Camera, col parere favorevole del governo, respingono alcune proposte del ministro Goria: sono reintrodotte rispettivamente le provvidenze per i ciechi di guerra (da estendere a quelli civili) e un emendamento comune maggioranza-opposizione che stanzia 200 miliardi all'anno per tre anni per il pagamento dei relativi arretrati.
Il governo viene sconfitto quattro volte in aula, dove sono respinti i tagli alla commissione pari opportunità uomo-donna, al servizio geologico nazionale e al Consiglio nazionale delle ricerche, e sono approvati un maggiore stanziamento per il ministero dei beni culturali (+900 miliardi) e per l'ENEA (+350 miliardi). Dall'esecutivo si assicura che i nuovi stanziamenti non incideranno sul bilancio di cassa, trattandosi di somme accantonate per nuove leggi di spesa.[54]
- 14 novembre; la Camera approva la legge finanziaria con un aggravio di 1038,4 miliardi sul tetto di spesa. Il governo pone la fiducia sulla tassa della salute. Viene annunciata battaglia al Senato per la proroga della legge Formica: le agevolazioni per l'acquisto della prima casa sono avversate dal ministro delle finanze, che giudica improduttiva la spesa (400 miliardi) rispetto agli effetti sulle compravendite.[55]
- 18 novembre: per il secondo anno consecutivo la Camera respinge il bilancio del ministero della pubblica istruzione in opposizione al ministro Franca Falcucci, da mesi al centro di polemiche per l'accordo sull'ora di religione nelle scuole, la riforma della scuola superiore e il ricollocamento dei ricercatori universitari.[56]
- 19 novembre: per soli tre voti la Camera respinge il bilancio del ministero della difesa mettendo in seria difficoltà il governo. Un consiglio dei ministri convocato in fretta ridisegna le tabelle dei due ministeri che, se nuovamente respinte, porterebbero alle dimissioni dell'esecutivo. I bilanci sono tuttavia approvati assieme alla legge del bilancio 1986 nel suo complesso. Le opposizioni presentano una seconda mozione di sfiducia nei confronti del ministro della pubblica istruzione Franca Falcucci.[56]
- 21 novembre: tra governo e Banca d'Italia esplode una forte polemica per la nomina dei nuovi presidenti delle casse di risparmio. Oggetto del contendere, oltre alla spartizione concordata tra i cinque partiti della maggioranza, la nomina del deputato DC Roberto Mazzotta alla presidenza della Cariplo, la capofila che vanta un patrimonio superiore ai 4.000 miliardi e depositi per 25.000 miliardi. Mazzotta, come molti altri presidenti, non era compreso nelle proposte presentate da Carlo Azeglio Ciampi al Comitato per il credito e il risparmio presieduto dal ministro del tesoro. La nomina, imposta da De Mita, crea molti malumori nella DC. Le opposizioni chiedono che il governo riferisca quanto prima in parlamento.[57]

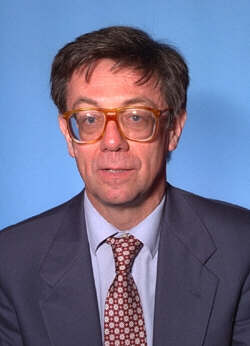
Giovanni Marongiu

- 23 novembre: forte di circa 35.000 partecipanti si svolge a Torino la marcia contro il fisco. Organizzata dal movimento di liberazione fiscale, fondato da Sergio Gaddi, vi aderiscono tre famosi economisti (Sergio Ricossa, Antonio Martino e Gianni Marongiu), i sindacati e i partiti di opposizione (compreso il MSI) ma fa molto rumore nella maggioranza l'adesione del partito liberale e di esponenti democristiani a titolo personale. Il PRI ne stigmatizza la presenza affermando che si è trattato di una manifestazione ostile al ministro (repubblicano) delle finanze, che sta invece marciando da solo contro gli sprechi, la lottizzazione e la cattiva gestione dei servizi pubblici. La DC definisce il corteo un arrembaggio delle corporazioni e degli interessi particolari. Renato Altissimo e Paolo Battistuzzi rivendicano il diritto di aderire ad una manifestazione che persegue gran parte degli obiettivi sostenuti dal PLI nel governo.[58]
- 26 novembre: il ministro delle finanze, Bruno Visentini, afferma che sul fisco ha preso e prenderà decisioni senza aspettare marce organizzate. La riforma delle aliquote IRPEF di prossimo perfezionamento, risponde alle allusioni, è una elaborazione che va avanti da un anno, ed è un punto fondante del programma di governo che il segretario del suo partito, Giovanni Spadolini, vede ormai apertamente contestato anche da esponenti di maggioranza.[59]
- 27 novembre: direzione PSI: nella sua relazione Craxi assicura che il patto della staffetta sarà rispettato, ma solo se ne ricorreranno le condizioni. In previsione di tale appuntamento chiede comunque al suo partito e agli alleati di impegnarsi anzitutto sulla legge finanziaria, allo scopo di evitare l'esercizio provvisorio. Il capo del governo avverte aria di smobilitazione nella maggioranza, forse per il timore delle elezioni anticipate che spinge i partiti a rendersi riconoscibili e meritevoli di fronte all'elettorato; in questa luce va vista la partecipazione dei liberali alla marcia contro il fisco.[60]
- 29 novembre: consiglio nazionale PRI: Bruno Visentini esprime un dubbio sull'opportunità della staffetta tra Craxi e un democristiano. Il ministro repubblicano amplifica le parole di Giovanni Spadolini (il PRI non assumerà impegni a scatola chiusa) e critica apertamente la capacità dei ministri DC in carica. Il problema non è il partito del presidente del consiglio ma la volontà politica di mediare tra le legittime posizioni dei partner di governo per trovare un accordo che soddisfi anzitutto i cittadini.[61]

#### Dicembre
- 1 dicembre: il ministro del tesoro, Giovanni Goria, rinvia la riunione del Comitato per il credito e il risparmio che deve provvedere alle ultime 44 nomine bancarie. Le polemiche sulla spartizione tra i partiti della maggioranza, effettuate a prescindere dalle indicazioni della Banca d'Italia, hanno minato l'unità dell'assise, dove nessuno vuole prendersi la responsabilità di completare le scelte.
A poche ore dalla discussione sulla mozione di sfiducia contro il ministro della pubblica istruzione a Milano, in un istituto per ragionieri, un gruppo di docenti prende l'iniziativa di insegnare la storia del pensiero erotico nell'ora alternativa all'insegnamento religioso. La provocazione vuole attirare l'attenzione sulle inadempienze della Falcucci, che non ha organizzato i programmi dell'ora alternativa e vorrebbe utilizzare gli insegnanti delle varie materie come supplenti. La sfiducia viene in seguiti respinta 327 voti contro 234, ma il ministro se la prende con Craxi, reo di aver fatto ricorso a una difesa d'ufficio mirata a salvare l'esecutivo.[30][62]
- 4 dicembre: consiglio dei ministri: all'ordine del giorno condono edilizio, elegge formica. Il governo approva il terzo decreto sul condono, fotocopia del precedente da poco de caduto, che proroga fino al 31 dicembre 1986 il termine delle domande: è introdotta una multa del 3% sul dovuto per ogni mese di ritardo e restano confermati i benefici per gli abusi che riguardano la prima casa attuati per necessità; gli effetti della legge Formica (agevolazioni fiscali per la prima casa) sono prorogati al 31 dicembre 1987: il provvedimento è introdotto come emendamento alla legge sugli sfratti in discussione.

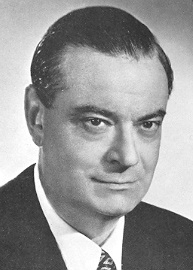
Giovanni Malagodi

- 5 dicembre: il presidente onorario del PLI, Giovanni Malagodi, dichiara in una intervista che il problema dell'ora di religione nelle scuole va ricercato nell'inutilità del concordato con la chiesa cattolica e la sua riforma. Il senatore liberale ritiene che la piena convivenza con lo Stato non si ottiene con accordi che impongono reciproche limitazioni e aprono la strada a intese non equilibrate. Le diverse culture dei partiti della maggioranza non consentono di raggiungere un accordo equilibrato tra la sensibilità di credenti e non credenti.[63]
- 8 dicembre: si apre un forte scontro tra il ministro della sanità, Carlo Donat-Cattin, e le organizzazioni dei medici e i veterinari. I primi intendono praticare l'assistenza indiretta (30.000 lire per le visite a domicilio, 20.000 per quelle in studio esclusi i pazienti esentati per reddito), i secondi si asterranno principalmente dai controlli sulle importazioni e la rivendita di carni e alimenti derivati.[64]
- 10 dicembre: il segretario del PRI e ministro della difesa, Giovanni Spadolini, dichiara in una conferenza stampa di temere che De Mita preferisca le elezioni anticipate alla staffetta di governo. A sostegno della sua tesi porta i referendum sulla giustizia (che verrebbero rinviati di un anno in caso di termine della legislatura) e l'impossibilità di mettere mano a qualsiasi riforma istituzionale nei 18 mesi che separerebbero il nuovo governo dalle elezioni. Su quest'ultimo punto si dichiara concorde Giulio Andreotti, sostenitore della segreteria democristiana ma dal PCI arriva l'offerta di concordare un programma per alcune riforme essenziali.[65]
- 11-12 dicembre: in un articolo su la Repubblica Bruno Visentini invita la DC a formalizzare subito la propria candidatura per la successione di Craxi. Giulio Andreotti, indicato come il più probabile candidato alla guida del governo, risponde che il nome sarà fatto al momento opportuno. Nelle stesse ore socialdemocratici e liberali respingono la proposta socialista di una verifica subito dopo l'approvazione della legge finanziaria. Aldo Bozzi, in particolare, sostiene che verifica e fiducia si votano quando un governo deve durare, mentre Craxi dovrebbe rassegnare le dimissioni entro marzo.[66]

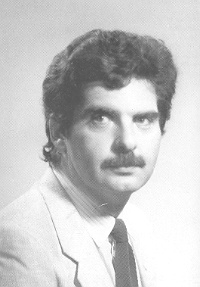
Paolo Battistuzzi

- 16 dicembre: il ministro di grazia e giustizia, Virginio Rognoni, consegna al presidente del consiglio un pacchetto di proposte per evitare i referendum. Si conferma il risarcimento da parte dello Stato, ma viene aggiunta una norma che toglie al magistrato da un quinto alla metà dello stipendio in caso di errore grave. Viene proposta anche la separazione delle carriere tra magistrati inquirenti e giudicanti. L'Associazione nazionale magistrati dice no a entrambe le proposte, giudicandole anti-costituzionali.
Si consuma un ennesimo strappo dei liberali nei confronti della maggioranza. Paolo Battistuzzi li quantifica in dieci, tra le quali la marcia contro il fisco, il no alla ricostituzione dei fondi delle partecipazioni statali e all'amnistia. L'ennesima questione riguarda la tassa sulla salute. I liberali ne chiedono una forte riduzione, sostenuti in questo dal ministro delle finanze, e si dichiarano pronti a votare contro il provvedimento anche se viene posta la questione di fiducia. Craxi rassicura che sarà ridotta al 5% del reddito 1986 ed andrà in esazione a partire dal mese di giugno.[67]
- 20 dicembre: consiglio dei ministri: il ministero del tesoro mette a disposizione uno stanziamento di 1.000 miliardi per sostenere i mutui per l'acquisto della prima casa nelle zone ad elevata tensione abitativa. Verrà erogata una quota massima di 60 milioni di lire ad un tasso d'interesse che varierà a seconda del reddito tra il 10 e il 13%. Il tetto del prestito è comunque fissato a due volte e mezza il reddito annuo familiare complessivo.
L'Istat diffonde i dati del tasso di inflazione: il tasso annuo da dicembre 1985 a dicembre 1986 è del 4,7%, quello medio dell'anno si attesta a 6,1%, dati che non si raggiungevano dal 1969.[68]
- 21 dicembre: il Senato approva in via definitiva la legge finanziaria. Confermato il limite massimo del saldo netto da finanziarie in 177.380 miliardi. Il provvedimento resta tuttavia nell'impostazione semplificata dei grandi numeri, priva dei provvedimenti operativi di settore.[69]
- 27 dicembre: nel rapporto annuale di fine anno la Confindustria ammonisce il governo a non lasciarsi andare all'euforia per il tasso d'inflazione al 4,2% e l'obiettivo del deficit pubblico rimasto entro il limite dei 110.000 miliardi. Secondo il centro studi degli industriali le prospettive per biennio 1987-1988 non sono esaltanti, e può bastare un solo evento (tipo un possibile aumento del petrolio) a rimettere tutto in discussione.[70]
- 29 dicembre: consiglio dei ministri: l'ultima riunione dell'anno è dedicata principalmente alla sanità e alla giustizia. Sono aboliti i ticket sulle analisi mediche e le prestazioni di diagnostica strumentale e specialistica; il ticket sulla ricetta scende da 2.000 a 1.000 lire con riduzione da tre a due dei medicinali prescrivibili (sei per gli antibiotici). I farmaci fino a 5.000 lire sono esentati dalla partecipazione alla spesa, quelli più costosi comporteranno un esborso di 1.500 lire. Sono inoltre approvati il pacchetto giustizia, che dovrebbe superare le richieste referendarie, e uno stanziamento di 5.400 miliardi come prima rata dei trasferimenti previsti nel 1987 a comuni, province e comunità montane.[71]

### 1987

#### Gennaio
- 2 gennaio: una nota de la Voce Repubblicana critica le decisioni in materia di sanità adottate dall'ultimo consiglio dei ministri. Le misure sarebbero parziali e discriminatorie nei confronti dei giovani medici quando ancora non sono state decise le modalità per le nuove convenzioni, e che ancora non sono state formulate previsioni sul varo del piano generale della sanità.[72]
- 4 gennaio: in vista della ripresa dell'attività politica il governo si trova investito da un clima di incertezza a causa del pacchetto giustizia. Le misure per evitare i referendum (si attende a giorni la decisione della Corte Costituzionale) sono frutto di un fragile compromesso osteggiato da socialisti e liberali (che hanno promosso la consultazione) ma ritenuto indispensabile dai repubblicani, che minacciano di uscire dalla maggioranza in caso di mancata approvazione o di modifiche che dovessero snaturarlo.
Craxi conferma per l'ennesima volta di voler tornare ad occuparsi a tempo pieno del PSI ma ripete che la staffetta non è automatica. Il passaggio di consegne a un democristiano dovrà essere contrattato in termini di uomini e programma, ed è in questo sostenuto dai liberali.
Dopo mesi di polemiche, fughe di notizie e allarmismi l'esecutivo è sotto pressione anche per la rapida diffusione dell'AIDS. Il ministro della sanità, Carlo Donat-Cattin, annuncia l'insediamento di una commissione unica nazionale e un primo stanziamento di 50 miliardi per fronteggiare l'emergenza con campagne informative e rafforzamento dei reparti ospedalieri dedicati.[73]

Ferdinando Aiuti bacia una sieropositiva

- 6 gennaio: il ministro della sanità fornisce i dettagli della commissione per la lotta all'AIDS ma nelle stesse ore fa scalpore una dichiarazione dell'immunologo Duccio Zampieri che, dopo la morte di molti bambini, invita le donne incinte contagiate a ricorrere all'aborto. Il professor Ferdinando Aiuti chiede di far presto e soprattutto di non speculare politicamente sul problema, specie nelle crociate contro tossicodipendenza e omosessualità.[74]
- 10-14 gennaio: quando mancano due giorni al congresso socialdemocratico il vice-segretario socialista, Claudio Martelli, auspica che alle prossime elezioni politiche PSI e PSDI possano tornare a riunificarsi almeno al Senato.
congresso del PSDI: Franco Nicolazzi apre l'assise con una relazione che si pone sulla difensiva verso l'egemonia socialista e illustra un piano per costruire col PSI un polo riformista senza unire nuovamente i due partiti. La DC è un partito prettamente conservatore, incapace di affrontare i processi di trasformazione del paese, PRI e PLI preferiscono la rendita di posizione della maggioranza e si adattano ai suoi voleri. Le accuse ai partner di governo sono contestate sia dalla maggioranza interna (Graziano Ciocia) sia dalla minoranza (Pier Luigi Romita, Luigi Preti). A nome di De Mita Vincenzo Scotti sostiene che non può governare con la DC chi se ne definisce alternativa. Nicolazzi viene rieletto con 475 voti su 581 delegati: la maggioranza conquista l'85% del comitato centrale. Il congresso tuttavia si chiude senza una precisa strategia per il futuro.[75]
- 13 gennaio: il ministro della sanità, Carlo Donat-Cattin, insedia la commissione unica nazionale sull'AIDS presso l'Istituto superiore di sanità. Ne fanno parte 22 esperti a vario titolo, chiamati da diverse realtà operative, che prendono subito conoscenza dei centri territoriali di diagnosi, rilevazione e ricerca sulla malattia indicati dalle regioni. I casi di malattia e sieropositività saranno segnalati obbligatoriamente, in via ovviamente riservata. Il ministro assicura che i 50 miliardi di finanziamento sono già disponibili. Saranno informate e consultate le associazioni di categorie a rischio come tossicodipendenti e omosessuali.[76]
- 14 gennaio: dopo la conclusione del congresso socialdemocratico Ciriaco De Mita chiede un immediato chiarimento sul rapporto tra i due partiti. La successione di un democristiano a Craxi deve avvenire con opportune garanzie di stabilità, non con un governo a termine.
Il vice-presidente del consiglio, Arnaldo Forlani, si incontra coi segretari dei partiti della maggioranza per poi riferire a Craxi e al presidente della repubblica. Lo scopo è allentare la tensione in parlamento, dove il capo del governo non vuole andare a riferire dopo la bocciatura dei bilanci della difesa e della pubblica istruzione. Le opposizioni insistono sul dibattito perché, sostengono i comunisti, la crisi del pentapartito deve essere gestita dal parlamento, cui il governo deve rispondere.[77]
- 16 gennaio: la Corte Costituzionale ammette cinque degli otto referendum. Sono respinti i due quesiti sulla caccia e quello sul sistema elettorale del Consiglio superiore della magistratura. La difficoltà di raggiungere un accordo per evitarli attraverso modifiche legislative spinge i partiti della maggioranza ad accelerare la decisione di andare o meno a elezioni anticipate per rinviarli di un anno, in luogo di varare un governo a guida democristiana con poche prospettive di durata. Il ministro dell'industria, Valerio Zanone, tiene a precisare che i quesiti sul nucleare sono di natura tecnica e non pongono un'ipoteca sul futuro energetico italiano.[78]

- 19 gennaio: dopo tre giorni di inconcludente dibattito la DC, attraverso una nota de il Popolo, minaccia apertamente il ricorso alle elezioni anticipate. La causa è la frammentazione della maggioranza tra sostenitori (PSI, PSDI e PLI) e detrattori (DC, PRI) dei referendum, e il fuoco di fila delle opposizioni che chiedono di votare le politiche a giugno. Dopo una riunione dei senatori democristiani il capogruppo Nicola Mancino sostiene la necessità di un chiarimento tra le posizioni degli alleati; la staffetta potrà aver luogo solo con un preciso accordo che eviti le consultazioni.
La commissione giustizia del Senato approva il disegno di legge di riforma del divorzio, che riduce da cinque a tre anni il periodo di separazione legale (è esclusa quella di fatto), snellisce i tempi della causa con decisioni d'ufficio in caso di mancata collaborazione di una delle parti e rende esecutiva, se necessario, la sentenza di primo grado. La discussione in aula è fissata per la prima settimana di febbraio[79]
- 21 gennaio: con una mossa a sorpresa Craxi invia ai segretari dei partiti della maggioranza un rapporto sull'attività del governo dal suo insediamento del 1983 al 15 gennaio 1986. Fa scalpore il riferimento alla "valutazione conclusiva" alla fine della relazione, ciò che lascia intendere che il presidente del consiglio è pronto a ritirarsi anticipatamente ai tempi della staffetta per favorire le elezioni anticipate. Il governo sarebbe quindi pronto a gestire le elezioni e il PSI a sostenere nella prossima legislatura un governo a guida democristiana.
Consiglio dei ministri: viene varato il disegno di legge promesso dal ministro delle finanze che riduce le aliquote dell'IRPEF (a scaglioni tra Natale 1987 e giugno 1989) per tutti i lavoratori dipendenti, prevede sgravi per l'ILOR e una nuova rivalutazione dei patrimoni delle imprese.[80]
- 23 gennaio: dopo il cauto ottimismo degli ultimi mesi il governo deve prendere atto che il tasso di inflazione è salito dal 4,2 al 4,7%. L'incremento mensile da dicembre, 0,7%, è il più alto degli ultimi anni. Il ministro del tesoro, Giovanni Goria, parla di un evento sporadico, legato all'aumento della richiesta di petrolio, anzitutto per i riscaldamenti ma anche per la produzione industriale di alimenti e abbigliamento.[81]
- 28 gennaio: il gruppo parlamentare della DC presenta una proposta di legge con un progetto sulle aliquote IRPEF del tutto diverso da quello appena approvato dal governo. Secondo il capogruppo, Nicola Mancino, non vuole acuire le tensioni nella maggioranza ma gli autori attaccano sostenendo che Visentini ha sgravato troppo alle imprese e troppo poco alle famiglie. Il piano costerebbe 7.000 miliardi contro i 5.000 previsti dall'esecutivo ma viene visto come una manovra elettorale e una presa di distanza della DC dalla maggioranza.
Governo e parlamento si ritrovano alle prese con la riforma delle pensioni. Secondo il ministro del tesoro, Giovanni Goria, le misure finora messe a punto costerebbero troppo e avanza l'ipotesi di approvare subito la riforma le pensioni dei lavoratori autonomi, che non comporta oneri immediati. I piani al momento pensati comportano una crescita media delle spese INPS tra i 1.300 e i 1.500 miliardi all'anno, non reperibili se non a mezzo di provvedimenti impopolari.[82]

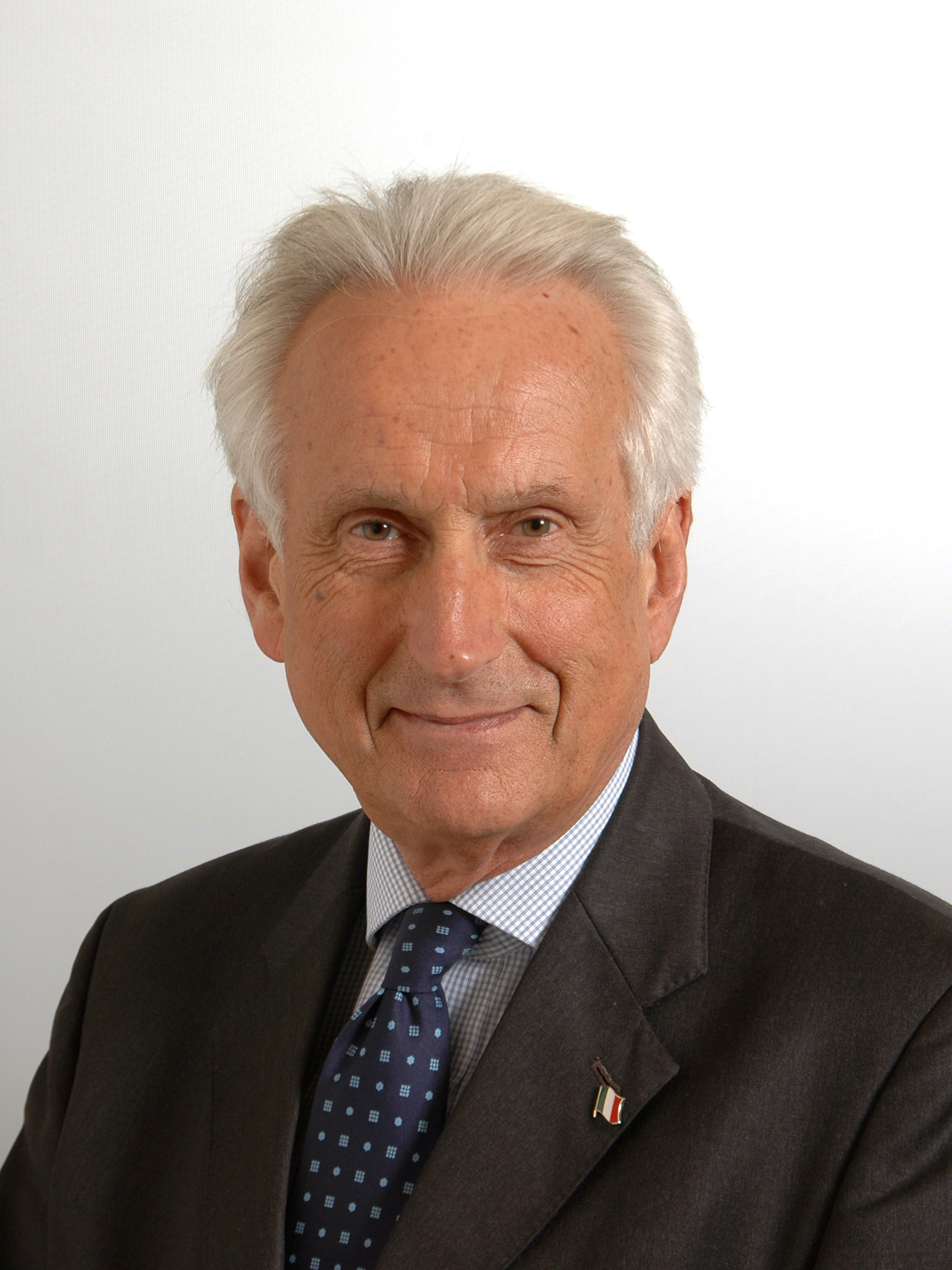
Filippo Berselli

- 29 gennaio: il deputato missino Filippo Berselli presenta una interrogazione in cui si chiede al ministro delle finanze se sia sua l'iniziativa che ha spinto la Guardia di Finanza a richiedere alle agenzie di viaggio bolognesi di consegnare l'elenco dei clienti che hanno fatto viaggi al di fuori dell'Europa con spesa superiore ai tre milioni di lire. L'indagine è mirata ad accertare se le spese dei clienti siano correlate ai redditi sulla base della legge di riforma dell'IVA del 1972 ma viene definita da Berselli spionaggio fiscale.
La Camera approva una proposta di legge dei radicali per l'istituzione di una commissione monocamerale d'inchiesta sui fondi neri dell'IRI gestiti dalle imprese del gruppo Italstat. La legge passa con 258 voti a favore contro 256 contrari anche grazie a una trentina di franchi tiratori.[83]
- 31 gennaio: dopo le accuse di settarismo pro-nuclearista il ministro dell'industria, Valerio Zanone, smentisce che la conferenza nazionale sull'energia nucleare sia stata pensata per favorire la costruzione delle centrali e minaccia di dimettersi se lo scontro politico la manderà a monte. Il ministro sostiene che a capo dell'assise intende insediare una commissione scientifica e questo non va bene ai partiti e agli ecologisti, che vogliono essere oratori e non ascoltatori.[84]

#### Febbraio

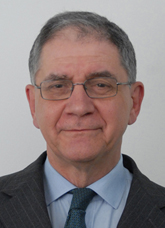
Rocco Buttiglione

- 5 febbraio: mentre sono in pieno corso i lavori della commissione nazionale il ministro della sanità, Carlo Donat-Cattin, viene investito da un fuoco di fila di polemiche per una frase sull'AIDS (la prende chi se la cerca), rinforzate da un'intervista in cui il filosofo cattolico Rocco Buttiglione afferma che si deve seguire l'insegnamento della chiesa, dato che tra le categorie a maggior rischio c'è quella degli omosessuali. Se il ministro si difende affermando di parlare con chiarezza Buttiglione rincara la dose dichiarando che nelle coppie sposate la malattia si cura con l'astinenza; l'esponente ciellino viene querelato dal comitato Fuori con le accuse di falsità e calunnie nei confronti di gay e lesbiche e di fomentare l'odio nei loro confronti.[85]
- 6 febbraio: il ministro degli esteri, Giulio Andreotti, finisce al centro di una polemica internazionale con l'accusa di aver fatto saltare il vertice anti-terrorismo tra i sette paesi più industrializzati. L'accusa viene dai governi di Bonn, Londra e Parigi, secondo i quali il ministro italiano ha rivelato data e luogo di un incontro che doveva rimanere riservato. Il ministro della difesa, Giovanni Spadolini, chiede chiarimenti ma Andreotti si difende affermando che l'appuntamento era fissato da diversi mesi, se ne è più volte parlato sulla stampa e che si tratta di una manovra per far saltare un appuntamento poco gradito al ruolo di intervento nel mondo degli Stati Uniti.
Consiglio dei ministri: dopo due anni di tentativi falliti l'esecutivo rinuncia a varare un quarto decreto legge sul condono edilizio. La decisione del ministro dei lavori pubblici, Franco Nicolazzi, viene attribuita al capo dello Stato, che avrebbe contestato la necessità e l'urgenza di un provvedimento immediatamente esecutivo. Viene approvato un disegno di legge da sottoporre all'approvazione del parlamento.[86]
- 7 febbraio: esplode sui giornali l'ennesimo scandalo politico-finanziario, che stavolta coinvolge la Società Italiana Commercio Macchine Utensili di Gianfranco Maiocco, rinviato a giudizio per la scomparsa di 40 miliardi di lire della sua società. Seppure non comprovati (e stralciati dal procedimento) Maiocco avrebbe elargito finanziamenti illeciti ai socialisti per ottenere commesse in Romania, un finanziamento di 400 milioni a Nerio Nesi e uno non quantificato alla UIL di Giorgio Benvenuto. Si parla inoltre di finanziamenti a Claudio Signorile (ministro dei trasporti) e Attilio Ruffini (ex ministro della difesa). Craxi querela il quotidiano la Repubblica per i modi di presentazione della notizia ma non accenna alla testimonianza su un finanziamento di 120 milioni di lire resa dal finanziere socialista Ferdinando Mach di Palmstein.[87]
- 9 febbraio: con la pubblicazione della decadenza sulla Gazzetta ufficiale le norme sul condono edilizio tornano alla legge base del novembre 1985. La decadenza del terzo decreto blocca l'attività degli uffici tecnici dei comuni e del ministero dei lavori pubblici: chi ha pagato non sa cosa fare, chi deve inoltrare la domanda evita di farlo per non incorrere in una denuncia penale per illecito. Decaduti gli sconti previsti dai tre decreti, inoltre, a migliaia di richiedenti sono contestati in difetto i versamenti effettuati.[88]
- 11 febbraio: il ministro delle finanze, Bruno Visentini, rende noto che nel corso del 1986 il totale delle entrate del fisco si è attestato a 197.182 miliardi contro la stima di 190.600, un in più che ha permesso al governo di non sfondare nella finanziaria il tetto dei 110.000 miliardi di disavanzo. Il ministro considera tale incasso una fortuna insperata, dal momento che il ministro del tesoro, Giovanni Goria, si è dimostrato fin troppo disinvolto negli impegni di spesa; senza quei 6.500 miliardi di extra gettito il disavanzo avrebbe raggiunto e forse superato i 116.000 miliardi.[89]
- 13 febbraio: consiglio dei ministri: il governo fissa al 14 giugno la convocazione dei comizi per i referendum e al 24 giugno quelli per le elezioni amministrative. La decisione apre nuove tensioni nella maggioranza. Giovanni Spadolini annuncia una proposta per evitare le consultazioni su giustizia e nucleare, Valerio Zanone (alle prese coi preparativi della conferenza energetica) sostiene che il ricorso alle elezioni anticipate per rinviarli dilunga il problema senza risolverlo.
Nello stesso giorno il comitato parlamentare per la conferenza sul nucleare fa appello al governo affinché l'evento non sia inquinato da parzialità e posizioni culturali e non scientifiche, e faccia ricorso a tutte le competenze professionali. Si chiede il rispetto della deliberazione parlamentare che individua nelle sue conclusioni le future decisioni in materia di energia.[90]
- 14 febbraio: il ministro dei lavori pubblici, Franco Nicolazzi, sostiene in una intervista che la maggioranza di governo è ormai nel pieno del logoramento, che il rapporto tra DC e PSDI è ormai inesistente e che le elezioni anticipate sono preferibili a un anno di campagna elettorale. L'alternativa di una sinistra democratica è la strategia alternativa ad un pentapartito che appare al momento senza futuro.
Un commando delle Brigate Rosse assalta a Roma un furgone portavalori delle Poste uccidendo tre agenti di polizia che lo scortano. Al di là della gravità dell'evento appare subito chiaro che i terroristi hanno compiuto un atto di autofinanziamento, ciò che spinge il ministro degli interni, Oscar Luigi Scalfaro, a dichiararsi immediatamente disponibile con governo e parlamento per riferire sull'accaduto e concordare misure repressive.[91]

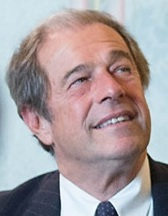
Giovanni Minoli

- 17-19 febbraio: ospite di Giovanni Minoli per una intervista, presenti numerosi giornalisti invitati ad ascoltarlo, Bettino Craxi rinnega prima della registrazione il patto della staffetta per poi aggiungere, durante le risposte, che si tratta di un sentiero sempre più stretto e improbabile da affrontare. Parlando successivamente a tribuna politica il presidente del consiglio lo definisce un abuso. Alla Camera, rendendo conto dell'attività dell'esecutivo, rivendica i suoi meriti e sostiene che il governo risponde dei suoi atti e della sua politica alle camere, i soli organi politici che hanno il potere di conferire o negare la fiducia. Il PCI annuncia una mozione di sfiducia che viene accolta dalla maggioranza come la tomba entro cui seppellire il governo.
Ciriaco De Mita fa sapere che Craxi non può scegliere quando parlare come segretario del PSI e come presidente del consiglio, e impone un ultimatum: o si procede a un chiarimento o si va alla crisi di governo. Stessa posizione per i repubblicani, che ammettono di aver sottoscritto l'accordo per la successione alla presidenza. Liberali e socialdemocratici restano in attesa dell'evoluzione degli eventi. La discussione della mozione di sfiducia viene fissata al 10 marzo.[92]
- 21 febbraio: a una settimana dalla verifica di maggioranza Craxi e Martelli lanciano un forte attacco nei confronti del segretario democristiano. Secondo i due esponenti socialisti Ciriaco De Mita è accusato di aver provocato lo sfascio del pentapartito e il chiarimento si risolverà in un nulla di fatto. La crisi di governo prima della discussione sulla sfiducia appare ormai sempre più certa anche se ci sono molte resistenze allo scioglimento anticipato delle camere.[93]
- 27 febbraio: si svolge la riunione del presidente del consiglio coi segretari dei partiti della maggioranza. Viene annunciato che Craxi, riunito il consiglio dei ministri e riferito degli eventi al Senato, rassegnerà le dimissioni del governo il 3 marzo. Socialdemocratici, repubblicani e liberali si dichiarano d'accordo ma precisano da subito che la formazione del nuovo governo avverrà a seguito di una rinegoziazione di linea politica, programma e membri. De Mita avanza la candidatura di Giulio Andreotti.[94]
- 28 febbraio: il ministro per il commercio con l'estero, Rino Formica, sostiene che dopo Craxi non ci sarà ancora il pentapartito. L'alleanza a cinque è legata al leader socialista quanto la solidarietà nazionale era legata a Aldo Moro.
Un editoriale anonimo sul quotidiano socialista Avanti! preannuncia un periodo di aspra conflittualità nei rapporti politici. la nota viene interpretata come un anticipo delle mosse del PSI per la crisi di governo: si ritiene che il PSI si opporrà all'incarico di Andreotti e pretenderà un caro prezzo in termini di ministri e ministeri.

#### Marzo
- 3 marzo: Craxi si reca al Quirinale e rassegna le dimissioni nelle mani del capo dello Stato. Nel pomeriggio ha riferito al Senato sulle modalità della crisi e la situazione politica. Il presidente dimissionario attribuisce la fine dell'esecutivo alla litigiosità dei partiti della maggioranza prima che al patto della staffetta.[95] La commissione giustizia della Camera, riunita in sede legislativa, approva in via definitiva la riforma del divorzio. Con un dibattito di meno di due ore, sollecitato dalla presidente Nilde Iotti, la deliberazione giunge quando manca poco all'arrivo di Craxi e alla formalizzazione della crisi di governo. Le nuove norme riducono da cinque a tre anni la durata della separazione (abolendo il riconoscimento di quella di fatto), ulteriori semplificazioni per il divorzio consensuale e nuovi calcoli per gli assegni di mantenimento (con rivalsa sullo stipendio del coniuge inadempiente). Salvo interesse contrario (da stabilire in sede legale) la moglie perde il diritto all'uso del cognome del marito e può risposarsi prima dei trecento giorni stabiliti se la separazione è durata tre anni.[95]
- 4 marzo: mentre il capo dello stato avvia una serie di consultazioni telefoniche non ufficiali l'esecutivo del PSI propone per l'incarico Ciriaco De Mita o Arnaldo Forlani. La direzione nazionale della DC risponde che De Mita non può assumere l'incarico causa le incompatibilità stabilite dallo statuto del partito. e che il candidato unico è Giulio Andreotti.
- 5-7 marzo: Francesco Cossiga avvia le consultazioni coi presidenti delle camere, gli ex presidenti della repubblica e le delegazioni dei partiti. DC e PSI mantengono le proprie indicazioni per Andreotti o per De Mita o Forlani. Socialdemocratici, repubblicani e liberali premono per continuare l'esperienza della maggioranza a cinque a prescindere dal presidente incaricato. Tra le file delle opposizioni i comunisti insistono sul fallimento del pentapartito e si mantengono in posizione di attesa. MSI, demoproletari e radicali si schierano per le elezioni anticipate.
Nel dibattito tra i partiti si inserisce una presa di posizione della Congregazione per la dottrina della fede, che ha pubblicato un documento contro l'inseminazione artificiale e chiede espressamente che siano approvati provvedimenti legislativi che la proibiscano senza eccezioni. La DC (per bocca di Mariapia Garavaglia) fa sapere che non presenterà proposte di legge pro o contro la materia, i repubblicani (Danilo Poggiolini) sostengono la posizione comunista che ritiene legittimo il pensiero della Chiesa finché non avanza la pretesa di condizionare le scelte del legislatore.[96]
- 9 marzo: Cossiga conferisce ad Andreotti l'incarico di formare il nuovo governo. Il mandato è pieno e il presidente incaricato usa subito toni concilianti verso i socialisti, ai quali assicura che nel programma dell'esecutivo troveranno spazio le riforme istituzionali. Cossiga, attaccato per la sua scelta dal PSI, risponde che la scelta è il frutto delle indicazioni dei partiti.[97]
- 10 marzo: Andreotti inizia il suo giro di consultazioni mentre Craxi dichiara che il veto nei suoi confronti non è sulla persona, ma solo di ordine politico. I tre alleati minori del governo, PSDI, PRI e PLI, puntano alla ricostituzione del pentapartito ma concordano che ci si trova di fronte ad una crisi al buio, probabilmente lunga e difficile da risolvere. La DC lo invita a puntare anzitutto sul programma per affrontare il problema dei referendum. Nel pomeriggio Andreotti si incontra col presidente dimissionario ma nelle stesse ore diversi dirigenti del PSI, riuniti in un convegno romano, fanno sapere per bocca di Salvo Andò che ai referendum non si rinuncia. Al termine della giornata il presidente incaricato dichiara di voler comunque continuare il tentativo.[98]
- 12 marzo: il PSI pone tre condizioni: non toccare i referendum, impegno per l'elezione diretta del capo dello stato e scioglimento delle camere in caso di fallimento. Craxi, incontrato nuovamente Andreotti, dichiara che il veto è indirizzato a chi vuole usare il suo nome contro i socialisti. Il presidente incaricato è intanto pressato dalla DC affinché faccia presto e non prolunghi la crisi fino al congresso dei socialisti.
Consiglio dei ministri: l'esecutivo uscente è chiamato a ratificare alcuni affari correnti rimasti in sospeso. Sono approvati un aumento di stipendio per gli ufficiali e sottufficiali delle forze armate (+128.000 lire, circa 642 miliardi in tre anni), uno stanziamento di 1.500 miliardi in due anni per il ripianamento dei bilanci delle USL e una indennità non ancora quantificabile per gli allevatori costretti ad abbattere i propri capi a causa dell'afta epizootica.[99]
- 16-20 marzo: Andreotti si dichiara ottimista sull'accordo di maggioranza ma nelle consultazioni continua a pesare il problema dei referendum, pretesi dai socialisti e osteggiati dai repubblicani. Entrambi i partiti minacciano di non entrare nell'esecutivo se non saranno soddisfatte le loro richieste ma il presidente incaricato non può far altro che avanzare proposte per alleggerire la portata della consultazione sulla giustizia, senza indicare la via per evitare quella sul nucleare. Propone inoltre un ministero senza portafogli per le riforme istituzionali, ma le posizioni restano distanti. Come ultima carta Andreotti propone di ricorrere a una moratoria sull'energia nucleare che da una parte accontenterebbe la DC (favorevoli anche PSDI e PLI), dall'altra il PSI (che vedrebbe comunque celebrati i referendum) ma resta da superare l'intransigenza dei repubblicani sul voto.[100]
- 25 marzo: dopo due settimane di consultazioni e proposte Andreotti rinuncia al mandato. A pesare sul fallimento la perentoria richiesta di Dc e PRI, che fin dall'inizio hanno sostenuto che un nuovo governo si poteva formare solo se si trovava un accordo su nucleare e giustizia in grado di evitare i referendum. Il capo dello stato annuncia nello stesso giorno un nuovo giro di consultazioni, dal quale però non emergono nomi.[101]
- 27 marzo: Cossiga conferisce un mandato esplorativo al presidente della camera, Nilde Iotti, prima donna e primo esponente del PCI ad assumere tale incarico. Secondo un'opinione diffusa, tuttavia, le cose non cambieranno, e la posta in gioco è ormai soltanto chi e come guiderà il paese ad elezioni anticipate che sembrano ormai inevitabili.[102]
- 31 marzo-5 aprile: congresso del PSI: nel pieno della crisi del suo governo Craxi apre l'assise toccando i temi caldi del momento a partire dai referendum, che i socialisti pongono come condizione irrinunciabile per la collaborazione di governo.

#### Aprile
- 1 aprile: fallito anche il tentativo di Nilde Iotti Cossiga rinvia il governo alle camere con la motivazione che non c'è altra via percorribile. La decisione, fortemente osteggiata dalla DC, giunge dopo che De Mita ha rifiutato l'incarico e per costringere i partiti della disciolta maggioranza a assumersi le proprie responsabilità. Craxi dovrebbe parlare al senato entro pochi giorni ma il passaggio parlamentare è contestato anche dai repubblicani. Nella DC De Mita viene pressato per la ricerca di un accordo, anche a costo di rinunciare alla contestazione dei referendum.
Un pretore di Firenze solleva un'eccezione di costituzionalità sull'ora di religione dopo il ricorso di un gruppo di genitori. I loro figli, pur avendo scelto di non avvalersene, sono costretti a rimanere in classe per la mancata programmazione di attività alternative, e ciò viola il nuovo concordato laddove vieta qualsiasi forma di discriminazione.[103]
- 3-5 aprile: quando non è ancora fissata la data del dibattito al senato DC e PRI confermano che non voteranno per la fiducia. In mancanza di altre opzioni chiedono l'affidamento dell'incarico ad una figura istituzionale di primo piano, un politico ma anche un esponente dell'economia, non escludendosi la soluzione di un governo che traghetti il paese verso le elezioni anticipate. Da Rimini, impegnato nel congresso del suo partito, Craxi propone una maggioranza che garantisca i referendum, con o senza la DC e con un esecutivo anche a termine, ed è in questo sostenuto dai comunisti, che a loro volta chiedono all'eventuale nuovo governo l'approvazione di alcuni provvedimenti legislativi urgenti.[104]
- 8 aprile: poco prima dell'inizio della seduta al senato Craxi riceve una lettera di Arnaldo Forlani in cui si annunciano le dimissioni dei ministri democristiani. Prendendo la parola in aula il presidente del consiglio si limita a leggere la lettera di Cossiga che lo rinvia alle camere ed annuncia che tornerà al Quirinale per reiterare le dimissioni, stavolta definitive ed irrevocabili.[105]

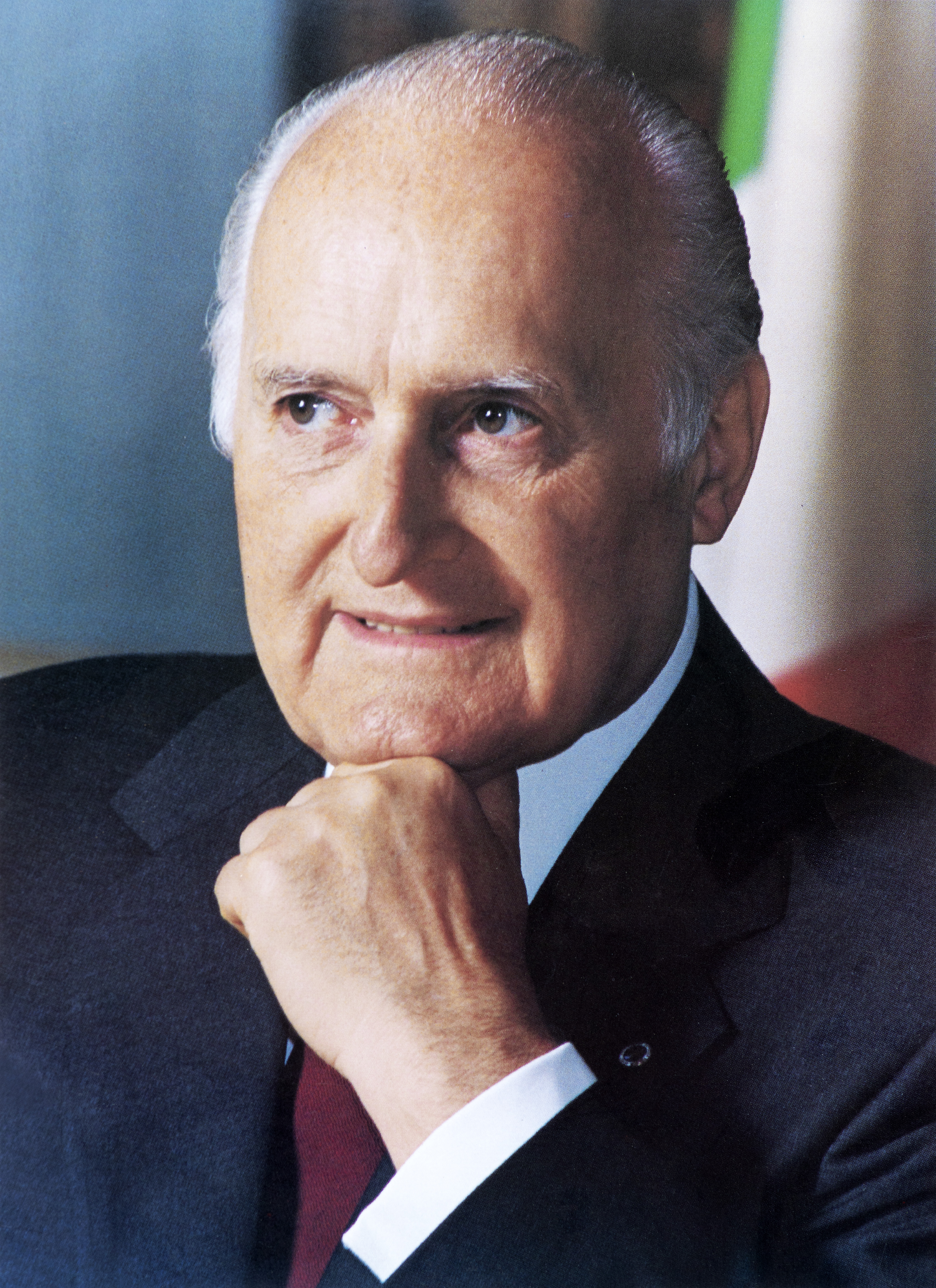
Oscar Luigi Scalfaro

- 10-17 aprile: non esistendo altra possibilità Cossiga conferisce l'incarico per la formazione di un governo che gestisca le elezioni anticipate. Dopo il rifiuto di Amintore Fanfani e Giulio Andreotti la scelta cade su Oscar Luigi Scalfaro. Il ministro degli interni avvia immediatamente un giro di consultazioni ma il tentativo di formare un esecutivo destinato alla sfiducia appare subito difficile. Radicali e demoproletari annunciano manovre ostruzionistiche in aula per rinviare la votazione a dopo il 5 maggio, data ultima per poter votare entro la metà di giugno. Il segretario comunista, Alessandro Natta, propone un'alleanza tra i partiti favorevoli allo svolgimento dei referendum ma anche Scalfaro è costretto a rinunciare all'incarico.
Pressato dalle richieste di non far gestire le elezioni al governo uscente di Craxi, Cossiga convince Fanfani ad accettare l'incarico con un mandato ampio, che comprende ogni possibile soluzione. Il presidente del senato, consapevole di essere chiamato a presiedere un governo che non riceverà la fiducia, effettua un veloce giro di consultazioni telefoniche e nel giro di 24 ore scioglie la riserva presentando un esecutivo monocolore democristiano con l'inclusione di alcuni tecnici di area democristiana.[106]